# A Szovjetunió az 1964. évi nyári olimpiai játékokon
A Szovjetunió a japán Tokióban megrendezett 1964. évi nyári olimpiai játékok egyik részt vevő nemzete volt. Az országot az olimpián 19 sportágban 317 sportoló képviselte, akik összesen 96 érmet szereztek.

## Érmesek
| Érem  | Versenyző | Sportág       | Versenyszám                    |
| ----- | --- | ------------- | ------------------------------ |
| Arany | Valerij Brumel | Atlétika      | Férfi magasugrás               |
| Arany | Ramuald Klim | Atlétika      | Férfi kalapácsvetés            |
| Arany | Tamara Pressz | Atlétika      | Női súlylökés                  |
| Arany | Tamara Pressz | Atlétika      | Női diszkoszvetés              |
| Arany | Irina Pressz | Atlétika      | Női ötpróba                    |
| Arany | Anatolij Koleszov | Birkózás      | Kötöttfogás, 78 kg             |
| Arany | Alekszandr Medvegy | Birkózás      | Szabadfogás, 97 kg             |
| Arany | Alekszandr Ivanyickij | Birkózás      | Szabadfogás, +97 kg            |
| Arany | Vjacseszlav Ivanov | Evezés        | Férfi egypárevezős             |
| Arany | Borisz Dubrovszkij Oleg Tyurin | Evezés        | Férfi kétpárevezős             |
| Arany | Nyikolaj Csuzsikov Anatolij Grisin Vjacseszlav Jonov Volodimir Morozov | Kajak-kenu    | Férfi kajak négyes 1000 m      |
| Arany | Andrej Himics Sztyepan Oscsepkov | Kajak-kenu    | Férfi kenu kettes 1000 m       |
| Arany | Ljudmila Hvedoszjuk-Pinajeva | Kajak-kenu    | Női kajak egyes 500 m          |
| Arany | Sztanyiszlav Sztyepaskin | Ökölvívás     | Pehelysúly                     |
| Arany | Borisz Lagutyin | Ökölvívás     | Nagyváltósúly                  |
| Arany | Valerij Popencsenko | Ökölvívás     | Középsúly                      |
| Arany | Viktor Minejev Аlbert Mokejev Igor Novikov | Öttusa        | Csapat                         |
| Arany | Nemzeti válogatott Ivans Bugajenkovs Nyikolaj Burobin Jurij Csesznokov Vazsa Kacsarava Valerij Kalacsihin Vitalij Kovalenko Sztanyiszlav Ljugajlo Georgij Mondzolevszkij Jurij Pojarkov Eduard Szibirjakov Jurij Vengerovszkij Dmitrij Voszkobojnyikov | Röplabda      | Férfi                          |
| Arany | Alekszej Vahonyin | Súlyemelés    | 56 kg                          |
| Arany | Rudolf Pljukfelgyer | Súlyemelés    | 82,5 kg                        |
| Arany | Vlagyimir Golovanov | Súlyemelés    | 90 kg                          |
| Arany | Leonyid Zsabotyinszkij | Súlyemelés    | +90 kg                         |
| Arany | Borisz Sahlin | Torna         | Férfi nyújtó                   |
| Arany | Larisza Latinyina | Torna         | Női talaj                      |
| Arany | Polina Asztahova | Torna         | Női felemás korlát             |
| Arany | Polina Asztahova Ljudmila Gromova Larisza Latinyina Tamara Manyina Alena Valcseckaja Tamara Zamotajlova | Torna         | Női csapat összetett           |
| Arany | Galina Prozumenscsikova | Úszás         | Női 200 m mell                 |
| Arany | Hrihorij Krissz | Vívás         | Férfi párbajtőr, egyéni        |
| Arany | Mark Midler Jurij Sarov Jurij Sziszikin German Szvesnyikov Viktor Zsdanovics | Vívás         | Férfi tőr, csapat              |
| Arany | Nugzar Aszatiani Umjar Mavlihanov Borisz Melnyikov Mark Rakita Jakov Rilszkij | Vívás         | Férfi kard, csapat             |
| Ezüst | Oleg Fjodoszejev | Atlétika      | Férfi hármasugrás              |
| Ezüst | Rein Aun | Atlétika      | Férfi tízpróba                 |
| Ezüst | Vlagyimir Trosztyanszkij | Birkózás      | Kötöttfogás, 57 kg             |
| Ezüst | Roman Rurua | Birkózás      | Kötöttfogás, 63 kg             |
| Ezüst | Anatolij Roscsin | Birkózás      | Kötöttfogás, +97 kg            |
| Ezüst | Guram Szagaradze | Birkózás      | Szabadfogás, 78 kg             |
| Ezüst | Imants Bodnieks Viktor Logunov | Kerékpározás  | Férfi kétüléses tandem         |
| Ezüst | Nemzeti válogatott Armenak Alacsacsján Mikola Bahlej Vjacseszlav Hrinyin Juris Kalniņš Jurij Kornyejev Jānis Krūmiņš Jaak Lipso Levan Moszesvili Valdis Muižnieks Alekszandr Petrov Alekszandr Travin Gennagyij Volnov                                 | Kosárlabda    | Férfi                          |
| Ezüst | Vilikton Barannyikov | Ökölvívás     | Könnyűsúly                     |
| Ezüst | Jevgenyij Frolov | Ökölvívás     | Kisváltósúly                   |
| Ezüst | Ričardas Tamulis | Ökölvívás     | Váltósúly                      |
| Ezüst | Alekszej Kiszeljov | Ökölvívás     | Félnehézsúly                   |
| Ezüst | Igor Novikov | Öttusa        | Férfi egyéni                   |
| Ezüst | Nemzeti válogatott Nyelli Abramova Astra Biltauere Ljudmila Buldakova Ljudmila Gurejeva Valentyina Kamenek-Vinogradova Marita Katuseva Nyinyel Lukanyina Valentyina Misak Inna Riszkal Tatyjana Roscsina Antonyina Rizsova Tamara Tyihonyina           | Röplabda      | Női                            |
| Ezüst | Sota Kveliasvili | Sportlövészet | Szabadpuska, összetett (300 m) |
| Ezüst | Pāvels Seničevs | Sportlövészet | Trap                           |
| Ezüst | Vlagyimir Kaplunov | Súlyemelés    | 67,5 kg                        |
| Ezüst | Viktor Kurencov | Súlyemelés    | 75 kg                          |
| Ezüst | Jurij Vlaszov | Súlyemelés    | +90 kg                         |
| Ezüst | Viktor Liszickij | Torna         | Férfi talaj                    |
| Ezüst | Viktor Liszickij | Torna         | Férfi ugrás                    |
| Ezüst | Jurij Tyitov | Torna         | Férfi nyújtó                   |
| Ezüst | Viktor Liszickij | Torna         | Férfi egyéni összetett         |
| Ezüst | Borisz Sahlin | Torna         | Férfi egyéni összetett         |
| Ezüst | Jurij Capenko Szergej Gyiomidov Viktor Leontyjev Viktor Liszickij Borisz Sahlin Jurij Tyitov | Torna         | Férfi csapat összetett         |
| Ezüst | Polina Asztahova | Torna         | Női talaj                      |
| Ezüst | Larisza Latinyina | Torna         | Női ugrás                      |
| Ezüst | Tamara Manyina | Torna         | Női gerenda                    |
| Ezüst | Larisza Latinyina | Torna         | Női egyéni összetett           |
| Ezüst | Georgij Prokopenko | Úszás         | Férfi 200 m mell               |
| Ezüst | Galina Gorohova Valentyina Prudszkova Valentyina Rasztvorova Ljudmila Sisova Taccjana Szamuszenka | Vívás         | Női tőr, csapat                |
| Bronz | Anatolij Mihajlov | Atlétika      | Férfi 110 m gát                |
| Bronz | Ivan Beljaev | Atlétika      | Férfi 3000 m akadály           |
| Bronz | Vlagyimir Golubnyicsij | Atlétika      | Férfi 20 km gyaloglás          |
| Bronz | Igor Tyer-Ovaneszjan | Atlétika      | Férfi távolugrás               |
| Bronz | Viktor Kravcsenko | Atlétika      | Férfi hármasugrás              |
| Bronz | Jānis Lūsis | Atlétika      | Férfi gerelyhajítás            |
| Bronz | Taiszija Csencsik | Atlétika      | Női magasugrás                 |
| Bronz | Tatyjana Scselkanova | Atlétika      | Női távolugrás                 |
| Bronz | Galina Zibina | Atlétika      | Női súlylökés                  |
| Bronz | Jelena Gorcsakova | Atlétika      | Női gerelyhajítás              |
| Bronz | Galina Bisztrova | Atlétika      | Női ötpróba                    |
| Bronz | David Gvanceladze | Birkózás      | Kötöttfogás, 70 kg             |
| Bronz | Ajdin Ibragimov | Birkózás      | Szabadfogás, 57 kg             |
| Bronz | Nodar Hohasvili | Birkózás      | Szabadfogás, 63 kg             |
| Bronz | Ārons Boguļubovs | Cselgáncs     | Könnyűsúly                     |
| Bronz | Oleg Sztyepanov | Cselgáncs     | Könnyűsúly                     |
| Bronz | Parnaoz Csikviladze | Cselgáncs     | Nehézsúly                      |
| Bronz | Anzor Kiknadze | Cselgáncs     | Nehézsúly                      |
| Bronz | Jevgenyij Penyajev | Kajak-kenu    | Férfi kenu egyes 1000 m        |
| Bronz | Szergej Filatov | Lovaglás      | Egyéni díjlovaglás             |
| Bronz | Szergej Filatov Ivan Kalita Ivan Kizimov | Lovaglás      | Csapat díjlovaglás             |
| Bronz | Galina Аlekszejeva | Műugrás       | Női egyéni toronyugrás         |
| Bronz | Sztanyiszlav Szorokin | Ökölvívás     | Légsúly                        |
| Bronz | Vagyim Jemeljanov | Ökölvívás     | Nehézsúly                      |
| Bronz | Albert Mokejev | Öttusa        | Férfi egyéni                   |
| Bronz | Borisz Sahlin | Torna         | Férfi gyűrű                    |
| Bronz | Jurij Capenko | Torna         | Férfi lólengés                 |
| Bronz | Larisza Latinyina | Torna         | Női felemás korlát             |
| Bronz | Larisza Latinyina | Torna         | Női gerenda                    |
| Bronz | Polina Asztahova | Torna         | Női egyéni összetett           |
| Bronz | Szvetlana Babanyina | Úszás         | Női 200 m mell                 |
| Bronz | Szvetlana Babanyina Natalja Bisztrova Tatyjana Gyevjatova Natalja Usztyinova Tatyjana Szaveljeva | Úszás         | Női 4 × 100 m vegyes váltó     |
| Bronz | Guram Kosztava | Vívás         | Férfi párbajtőr, egyéni        |
| Bronz | Umjar Mavlihanov | Vívás         | Férfi kard, egyéni             |
| Bronz | Nemzeti válogatott Viktor Agejev Zenon Bortkevics Igor Grabovszkij Borisz Grisin Eduard Jegorov Nyikolaj Kalasnyikov Nyikolaj Kuznyecov Vlagyimir Kuznyecov Leonyid Oszipov Borisz Popov Vlagyimir Szemjonov                                           | Vízilabda     | Férfi                          |

## Atlétika
Férfi
| Versenyző                                                         | Versenyszám     | Előfutam | Előfutam | Előfutam | Negyeddöntő | Negyeddöntő | Negyeddöntő | Elődöntő | Elődöntő | Elődöntő | Döntő         | Döntő         |
| Versenyző                                                         | Versenyszám     | Idő      | Hely.    | Össz.    | Idő         | Hely.       | Össz.       | Idő      | Hely.    | Össz.    | Idő           | Helyezés      |
| ----------------------------------------------------------------- | --------------- | -------- | -------- | -------- | ----------- | ----------- | ----------- | -------- | -------- | -------- | ------------- | ------------- |
| Guszman Koszanov                                                  | 100 m           | 10,94    | 5.       | 54.*     | kiesett     | kiesett     | kiesett     | kiesett  | kiesett  | kiesett  | kiesett       | kiesett       |
| Edvīns Ozoliņš                                                    | 100 m           | 10,52    | 3.       | 9.*      | 10,48       | 5.          | 13.         | kiesett  | kiesett  | kiesett  | kiesett       | kiesett       |
| Edvīns Ozoliņš                                                    | 200 m           | 21,32    | 3.       | 15.      | 21,47       | 5.          | 14.*        | kiesett  | kiesett  | kiesett  | kiesett       | kiesett       |
| Borys Savchuk                                                     | 200 m           | kizárták | kizárták | kizárták | kiesett     | kiesett     | kiesett     | kiesett  | kiesett  | kiesett  | kiesett       | kiesett       |
| Boris Zubov                                                       | 200 m           | 21,46    | 3.       | 23.      | 21,86       | 6.          | 26.         | kiesett  | kiesett  | kiesett  | kiesett       | kiesett       |
| Vadim Arkhipchuk                                                  | 400 m           | 47,70    | 3.       | 34.      | 47,9        | 8.          | 27.         | kiesett  | kiesett  | kiesett  | kiesett       | kiesett       |
| Viktor Bychkov                                                    | 400 m           | 47,32    | 5.       | 25.      | 47,91       | 7.          | 28.         | kiesett  | kiesett  | kiesett  | kiesett       | kiesett       |
| Hryhoriy Sverbetov                                                | 400 m           | 47,37    | 4.       | 27.      | 48,0        | 8.          | 29.**       | kiesett  | kiesett  | kiesett  | kiesett       | kiesett       |
| Valery Bulyshev                                                   | 800 m           | 1:48,6   | 3.       | 3.       |             |             |             | 1:47,5   | 5.       | 11.*     | kiesett       | kiesett       |
| Abram Kryvosheiev                                                 | 800 m           | 1:49,5   | 4.       | 12.*     |             |             |             | 1:47,5   | 6.       | 11.*     | kiesett       | kiesett       |
| Rein Tölp                                                         | 800 m           | 1:50,0   | 4.       | 21.*     |             |             |             | 1:49,1   | 5.       | 18.      | kiesett       | kiesett       |
| Ivan Belytskiy                                                    | 1500 m          | 3:46,7   | 8.       | 19.*     |             |             |             | kiesett  | kiesett  | kiesett  | kiesett       | kiesett       |
| Stepan Baidiuk                                                    | 5000 m          | 14:00,2  | 3.       | 12.      |             |             |             |          |          |          | 14:11,2       | 10.           |
| Kęstutis Orentas                                                  | 5000 m          | 13:54,0  | 5.       | 8.       |             |             |             |          |          |          | kiesett       | kiesett       |
| Nikolay Dutov                                                     | 5000 m          | 13:50,6  | 3.       | 3.       |             |             |             |          |          |          | 13:53,8       | 7.            |
| Nikolay Dutov                                                     | 10 000 m        |          |          |          |             |             |             |          |          |          | nem ért célba | nem ért célba |
| Pjotr Bolotnyikov                                                 | 10 000 m        |          |          |          |             |             |             |          |          |          | 30:52,8       | 25.           |
| Leonid Ivanov                                                     | 10 000 m        |          |          |          |             |             |             |          |          |          | 28:53,2       | 5.            |
| Valentin Chistyakov                                               | 110 m gát       | 14,75    | 3.       | 23.      |             |             |             | kizárták | kizárták | kizárták | kiesett       | kiesett       |
| Aleksandr Kontarev                                                | 110 m gát       | 14,26    | 2.       | 6.**     |             |             |             | 14,27    | 6.       | 12.      | kiesett       | kiesett       |
| Anatolij Mihajlov                                                 | 110 m gát       | 14,13    | 1.       | 1.       |             |             |             | 13,90    | 1.       | 1.       | 13,78         |               |
| Vasyl Anisimov                                                    | 400 m gát       | 51,72    | 2.       | 13.      |             |             |             | 50,72    | 4.       | 7.       | 51,1          | 7.            |
| Imants Kukličs                                                    | 400 m gát       | 53,3     | 8.       | 27.      |             |             |             | kiesett  | kiesett  | kiesett  | kiesett       | kiesett       |
| Edvīns Zāģeris                                                    | 400 m gát       | 51,59    | 4.       | 10.      |             |             |             | 52,2     | 7.       | 14.      | kiesett       | kiesett       |
| Adolfas Aleksejūnas                                               | 3000 m akadály  | 8:31,8   | 1.       | 1.       |             |             |             |          |          |          | 8:39,0        | 7.            |
| Ivan Beljaev                                                      | 3000 m akadály  | 8:42,0   | 2.       | 8.       |             |             |             |          |          |          | 8:33,8        |               |
| Lazar Naroditsky                                                  | 3000 m akadály  | 8:43,0   | 5.       | 10.      |             |             |             |          |          |          | kiesett       | kiesett       |
| Nikolay Abramov                                                   | Maraton         |          |          |          |             |             |             |          |          |          | 2:27:09       | 26.           |
| Viktor Baykov                                                     | Maraton         |          |          |          |             |             |             |          |          |          | nem ért célba | nem ért célba |
| Nikolay Tikhomirov                                                | Maraton         |          |          |          |             |             |             |          |          |          | 2:26:07       | 22.           |
| Vlagyimir Golubnyicsij                                            | 20 km gyaloglás |          |          |          |             |             |             |          |          |          | 1:31:59       |               |
| Boris Khrolovich                                                  | 20 km gyaloglás |          |          |          |             |             |             |          |          |          | 1:32:45       | 7.            |
| Gennady Solodov                                                   | 20 km gyaloglás |          |          |          |             |             |             |          |          |          | 1:32:33       | 5.            |
| Gennady Agapov                                                    | 50 km gyaloglás |          |          |          |             |             |             |          |          |          | 4:24:34       | 12.           |
| Yevgeny Lyungin                                                   | 50 km gyaloglás |          |          |          |             |             |             |          |          |          | 4:32:01       | 18.           |
| Anatoly Vedyakov                                                  | 50 km gyaloglás |          |          |          |             |             |             |          |          |          | 4:19:55       | 7.            |
| Edvīns Ozoliņš Boris Zubov Guszman Koszanov Borys Savchuk         | 4 × 100 m váltó | 40,19    | 3.       | 8.       |             |             |             | 39,70    | 4.       | 7.       | 39,50         | 5.            |
| Hryhoriy Sverbetov Viktor Bychkov Vasyl Anisimov Vadim Arkhipchuk | 4 × 400 m váltó | 3:07,4   | 2.       | 7.       |             |             |             |          |          |          | 3:05,9        | 7.            |

| Versenyző            | Versenyszám   | Selejtező | Selejtező | Döntő    | Döntő    |
| Versenyző            | Versenyszám   | Eredmény  | Helyezés  | Eredmény | Helyezés |
| -------------------- | ------------- | --------- | --------- | -------- | -------- |
| Valerij Brumel       | Magasugrás    | 206 cm    | 11.       | 218 cm   |          |
| Robert Savlakadze    | Magasugrás    | 206 cm    | 1.*       | 214 cm   | 5.       |
| Valeriy Skvortsov    | Magasugrás    | 206 cm    | 3.**      | 206 cm   | 14.      |
| Hennadiy Bleznitsov  | Rúdugrás      | 460 cm    | 1.**      | 495 cm   | 5.       |
| Sergey Dyomin        | Rúdugrás      | 460 cm    | 12.       | 440 cm   | 15.**    |
| Igor Feld            | Rúdugrás      | 460 cm    | 4.***     | 480 cm   | 9.       |
| Leonid Barkovskiy    | Távolugrás    | 739 cm    | 15.       | kiesett  | kiesett  |
| Igor Tyer-Oveneszjan | Távolugrás    | 778 cm    | 3.        | 799 cm   |          |
| Antanas Vaupšas      | Távolugrás    | 743 cm    | 15.       | kiesett  | kiesett  |
| Oleg Fjodoszejev     | Hármasugrás   | 15,87 m   | 9.        | 16,58 m  |          |
| Viktor Kravcsenko    | Hármasugrás   | 15,81 m   | 11.*      | 16,57 m  |          |
| Vitold Krejer        | Hármasugrás   | 15,56 m   | 15.       | kiesett  | kiesett  |
| Nikolay Karasyov     | Súlylökés     | 17,83 m   | 12.       | 18,86 m  | 6.       |
| Viktor Lipsnis       | Súlylökés     | 18,90 m   | 3.        | 18,11 m  | 10.      |
| Adolfas Varanauskas  | Súlylökés     | 17,86 m   | 10.       | 18,41 m  | 8.       |
| Kim Bukhantsov       | Diszkoszvetés | 54,94 m   | 11.       | 54,38 m  | 9.       |
| Viktor Kompaniyets   | Diszkoszvetés | 57,40 m   | 4.        | 51,96 m  | 12.      |
| Vladimir Trusenyov   | Diszkoszvetés | 53,81 m   | 12.       | 54,78 m  | 8.       |
| Yury Bakarinov       | Kalapácsvetés | 63,86 m   | 12.       | 66,72 m  | 5.       |
| Ramuald Klim         | Kalapácsvetés | 67,10 m   | 3.        | 69,74 m  |          |
| Yury Nikulin         | Kalapácsvetés | 65,64 m   | 5.        | 67,69 m  | 4.       |
| Viktor Aksonov       | Gerelyhajítás | 69,46 m   | 17.       | kiesett  | kiesett  |
| Vlagyimir Kuznyecov  | Gerelyhajítás | 75,01 m   | 4.        | 74,26 m  | 8.       |
| Jānis Lūsis          | Gerelyhajítás | 73,48 m   | 7.        | 80,57 m  |          |

| Versenyző            | Versenyszám | 100 m | 100 m | Távolugrás | Távolugrás | Súlylökés | Súlylökés | Magasugrás | Magasugrás | 400 m | 400 m | 110 m gát | 110 m gát | Diszkoszvetés | Diszkoszvetés | Rúdugrás | Rúdugrás | Gerelyhajítás | Gerelyhajítás | 1500 m | 1500 m | Végeredmény | Végeredmény |
| Versenyző            | Versenyszám | Idő   | Pont  | Eredmény   | Pont       | Eredmény  | Pont      | Eredmény   | Pont       | Idő   | Pont  | Idő       | Pont      | Eredmény      | Pont          | Eredmény | Pont     | Eredmény      | Pont          | Idő    | Pont   | Pont        | Helyezés    |
| -------------------- | ----------- | ----- | ----- | ---------- | ---------- | --------- | --------- | ---------- | ---------- | ----- | ----- | --------- | --------- | ------------- | ------------- | -------- | -------- | ------------- | ------------- | ------ | ------ | ----------- | ----------- |
| Rein Aun             | Tízpróba    | 10,9  | 828   | 722 cm     | 865        | 13,82 m   | 717       | 193 cm     | 796        | 48,8  | 861   | 15,9      | 757       | 44,19 m       | 766           | 420 cm   | 859      | 59,06 m       | 750           | 4:22,3 | 643    | 7842        |             |
| Vaszilij Kuznyecov   | Tízpróba    | 10,9  | 828   | 698 cm     | 816        | 14,06 m   | 732       | 170 cm     | 588        | 49,5  | 829   | 14,9      | 859       | 43,81 m       | 759           | 440 cm   | 909      | 67,87 m       | 855           | 5:02,5 | 394    | 7569        | 7.          |
| Mykhailo Storozhenko | Tízpróba    | 11,0  | 804   | 722 cm     | 865        | 16,37 m   | 868       | 184 cm     | 716        | 53,6  | 655   | 15,0      | 848       | 43,20 m       | 747           | 400 cm   | 807      | 59,10 m       | 750           | 5:00,7 | 404    | 7464        | 8.          |

Női
| Versenyző                                                     | Versenyszám     | Előfutam | Előfutam | Előfutam | Negyeddöntő | Negyeddöntő | Negyeddöntő | Elődöntő | Elődöntő | Elődöntő | Döntő   | Döntő    |
| Versenyző                                                     | Versenyszám     | Idő      | Hely.    | Össz.    | Idő         | Hely.       | Össz.       | Idő      | Hely.    | Össz.    | Idő     | Helyezés |
| ------------------------------------------------------------- | --------------- | -------- | -------- | -------- | ----------- | ----------- | ----------- | -------- | -------- | -------- | ------- | -------- |
| Renāte Lāce                                                   | 100 m           | 11,70    | 3.       | 12.      | 11,6        | 3.          | 12.*        | 11,76    | 6.       | 10.      | kiesett | kiesett  |
| Galina Popova                                                 | 100 m           | 11,82    | 3.       | 16.      | 11,54       | 3.          | 11.         | 11,83    | 5.       | 12.      | kiesett | kiesett  |
| Galina Gayda                                                  | 100 m           | 11,94    | 4.       | 20.      | 12,0        | 7.          | 25.**       | kiesett  | kiesett  | kiesett  | kiesett | kiesett  |
| Galina Gayda                                                  | 200 m           | 24,45    | 3.       | 18.      |             |             |             | kiesett  | kiesett  | kiesett  | kiesett | kiesett  |
| Ljudmila Szamotyoszova                                        | 200 m           | 23,86    | 1.       | 4.       |             |             |             | 23,74    | 2.       | 4.       | 23,59   | 5.       |
| Mariya Itkina                                                 | 400 m           | 54,99    | 1.       | 6.       |             |             |             | 53,50    | 2.       | 3.       | 54,6    | 5.       |
| Laine Erik                                                    | 800 m           | 2:08,3   | 3.       | 6.       |             |             |             | 2:04,7   | 3.       | 4.       | 2:05,1  | 6.       |
| Vera Mukhanova                                                | 800 m           | 2:08,8   | 4.       | 11.      |             |             |             | 2:04,8   | 5.       | 6.       | kiesett | kiesett  |
| Zoya Skobtsova                                                | 800 m           | 2:08,6   | 3.       | 9.       |             |             |             | 2:07,4   | 6.       | 13.      | kiesett | kiesett  |
| Galina Bisztrova                                              | 80 m gát        | 10,96    | 2.       | 14.      |             |             |             | 10,89    | 6.       | 10.      | kiesett | kiesett  |
| Irina Pressz                                                  | 80 m gát        | 10,77    | 1.       | 6.       |             |             |             | 10,85    | 3.       | 8.       | 10,62   | 4.       |
| Tatyjana Taliseva                                             | 80 m gát        | 10,92    | 3.       | 11.      |             |             |             | 10,98    | 6.       | 12.      | kiesett | kiesett  |
| Galina Gayda Renāte Lāce Ljudmila Szamotyoszova Galina Popova | 4 × 100 m váltó | 44,98    | 3.       | 4.       |             |             |             |          |          |          | 44,44   | 4.       |

| Versenyző            | Versenyszám   | Selejtező | Selejtező | Döntő    | Döntő    |
| Versenyző            | Versenyszám   | Eredmény  | Helyezés  | Eredmény | Helyezés |
| -------------------- | ------------- | --------- | --------- | -------- | -------- |
| Taiszija Csencsik    | Magasugrás    | 170 cm    | 10.       | 178 cm   |          |
| Galina Kostenko      | Magasugrás    | 165 cm    | 16.*      | kiesett  | kiesett  |
| Aida Chuyko          | Távolugrás    | 600 cm    | 16.       | 613 cm   | 11.      |
| Tatyjana Scselkanova | Távolugrás    | 632 cm    | 6.*       | 642 cm   |          |
| Tatyjana Taliseva    | Távolugrás    | 608 cm    | 12.       | 618 cm   | 10.      |
| Irina Pressz         | Súlylökés     | 15,67 m   | 4.        | 16,71 m  | 6.       |
| Galina Zibina        | Súlylökés     | 15,17 m   | 11.       | 17,45 m  |          |
| Tamara Pressz        | Súlylökés     | 16,57 m   | 1.        | 18,14 m  |          |
| Tamara Pressz        | Diszkoszvetés | 50,28 m   | 13.       | 57,27 m  |          |
| Yevgeniya Kuznetsova | Diszkoszvetés | 52,44 m   | 7.        | 55,17 m  | 5.       |
| Nyina Ponomarjova    | Diszkoszvetés | 50,18 m   | 14.       | 52,48 m  | 11.      |
| Jelena Gorcsakova    | Gerelyhajítás | 62,40 m   | 1.        | 57,06 m  |          |
| Birutė Kalėdienė     | Gerelyhajítás | 50,84 m   | 8.        | 56,31 m  | 4.       |
| Elvīra Ozoliņa       | Gerelyhajítás | 56,38 m   | 2.        | 54,81 m  | 5.       |

| Versenyző        | Versenyszám | 80 m gát | 80 m gát | Súlylökés | Súlylökés | Magasugrás | Magasugrás | Távolugrás | Távolugrás | 200 m | 200 m | Végeredmény | Végeredmény |
| Versenyző        | Versenyszám | Idő      | Pont     | Eredmény  | Pont      | Eredmény   | Pont       | Eredmény   | Pont       | Idő   | Pont  | Pont        | Helyezés    |
| ---------------- | ----------- | -------- | -------- | --------- | --------- | ---------- | ---------- | ---------- | ---------- | ----- | ----- | ----------- | ----------- |
| Galina Bisztrova | Ötpróba     | 10,7     | 1096     | 14,47 m   | 1014      | 160 cm     | 945        | 611 cm     | 1014       | 25,5  | 887   | 4956        |             |
| Irina Pressz     | Ötpróba     | 10,7     | 1096     | 17,16 m   | 1173      | 163 cm     | 976        | 624 cm     | 1042       | 24,7  | 959   | 5246        |             |
| Mariya Sizyakova | Ötpróba     | 11,1     | 1027     | 11,87 m   | 846       | 157 cm     | 913        | 594 cm     | 975        | 26,3  | 819   | 4580        | 10.         |

* - egy másik versenyzővel azonos időt/eredményt ért el

** - két másik versenyzővel azonos időt/eredményt ért el

*** - öt másik versenyzővel azonos eredményt ért el

## Birkózás
Kötöttfogású
| Versenyző                | Versenyszám | 1. forduló                           | 2. forduló                      | 3. forduló                      | 4. forduló                         | 5. forduló                    | Döntő | Helyezés    |
| Versenyző                | Versenyszám | Ellenfél Eredmény                    | Ellenfél Eredmény               | Ellenfél Eredmény               | Ellenfél Eredmény                  | Ellenfél Eredmény             | Ellenfél Eredmény | Helyezés    |
| ------------------------ | ----------- | ------------------------------------ | ------------------------------- | ------------------------------- | ---------------------------------- | ----------------------------- | --- | ----------- |
| Armais Sayadov           | 52 kg       | Vaszíliosz Ganótisz (GRE) · 1-3      | Hanahara Cutomu (JPN) · 3-1     | Ignazio Fabra (ITA) · 3-1       | kiesett                            |                               | kiesett | helyezetlen |
| Vlagyimir Trosztyanszkij | 57 kg       | Ünver Beşergil (TUR) · 1-3           | Bishambar Singh (IND) · 1-3     | Bernard Knitter (POL) · 1-3     | Jiří Švec (TCH) · 2-2              | Ion Cernea (ROU) · 1-3        | Hozott eredmény · Ion Cernea (ROU) · 1-3                                                                                               |             |
| Roman Rurua              | 63 kg       | Kazimierz Macioch (POL) · 1-3        | Müzahir Sille (TUR) · kétvállas | Svend Skrydstrup (DEN) · 1-3    | Joseph Mewis (BEL) · 1-3           | Szakurama Kódzsi (JPN) · 1-3  | 1. mérkőzés · Polyák Imre (HUN) · 2-2                                                                                                  |             |
| David Gvanceladze        | 70 kg       | Franz Schmitt (EUA) · 1-3            | Kazım Ayvaz (TUR) · 3-1         | Stevan Horvat (YUG) · 1-3       | erőnyerő                           | Eero Tapio (FIN) · 1-3        | 1. mérkőzés · Valeriu Bularcă (ROU) · 3-1 · 2. mérkőzés · Fudzsita Tokuaki (JPN) · 1-3 · Hozott eredmény · Kazım Ayvaz (TUR) · 3-1     |             |
| Anatolij Koleszov        | 78 kg       | Sin Dongi (Sin Dong-ui) (KOR) · 1-3  | Ion Ţăranu (ROU) · 2-2          | Kiril Petkov (BUL) · 2-2        | René Schiermeyer (FRA) · kétvállas | Bertil Nyström (SWE) · 2-2    | 1. mérkőzés · Bolesław Dubicki (POL) · 1-3 · Hozott eredmény · Kiril Petkov (BUL) · 2-2 · Hozott eredmény · Bertil Nyström (SWE) · 2-2 |             |
| Valentyin Olenyik        | 87 kg       | Gheorghe Popovici (ROU) · 2-2        | Czesław Kwieciński (POL) · 1-3  | Lothar Metz (EUA) · 1-3         | Wayne Baughman (USA) · 1-3         | Branislav Simić (YUG) · 2-2   | kiesett | 4.          |
| Rost'om Abashidze        | 97 kg       | Petar Cucić (YUG) · 2-2              | Kiss Ferenc (HUN) · 1-3         | Per Svensson (SWE) · 2-2        | Peter Jutzeler (SUI) · 1-3         | kiesett                       | kiesett | 5.          |
| Anatolij Roscsin         | +97 kg      | Taisto Kangasniemi (FIN) · kétvállas | Petr Kment (TCH) · 1-3          | Ştefan Stîngu (ROU) · kétvállas | Ragnar Svensson (SWE) · 1-3        | Wilfried Dietrich (EUA) · 1-3 | 1. mérkőzés · Kozma István (HUN) · 2-2 · Hozott eredmény · Wilfried Dietrich (EUA) · 1-3                                               |             |

Szabadfogású
| Versenyző             | Versenyszám | 1. forduló                            | 2. forduló                           | 3. forduló                             | 4. forduló                    | 5. forduló                                | Döntő                                                                                          | Helyezés    |
| Versenyző             | Versenyszám | Ellenfél Eredmény                     | Ellenfél Eredmény                    | Ellenfél Eredmény                      | Ellenfél Eredmény             | Ellenfél Eredmény                         | Ellenfél Eredmény                                                                              | Helyezés    |
| --------------------- | ----------- | ------------------------------------- | ------------------------------------ | -------------------------------------- | ----------------------------- | ----------------------------------------- | ---------------------------------------------------------------------------------------------- | ----------- |
| Ali Aliyev            | 52 kg       | Gheorghe Ţapalagă (ROU) · 1-3         | Gray Simons (USA) · 2-2              | Chimedbazaryn Damdinsharav (MGL) · 1-3 | Malwa Singh (IND) · kétvállas | Josida Josikacu (JPN) · 3-1               | kiesett                                                                                        | 4.          |
| Ajdin Ibragimov       | 57 kg       | Moises López (MEX) · 1-3              | Koji Hirabayashi (CAN) · 1-3         | Pekka Alanen (FIN) · kétvállas         | erőnyerő                      | Cshö Jonggil (Choi Yeong-gil) (KOR) · 1-3 | 1. mérkőzés · Uetake Jódzsiró (JPN) · 3-1 · 2. mérkőzés · Hüseyin Akbaş (TUR) · 3-1            |             |
| Nodar Hohasvili       | 63 kg       | Muhammad Akhtar (PAK) · 1-3           | Hayrullah Şahinkaya (TUR) · 1-3      | Tauno Jaskari (FIN) · 1-3              | Bobby Douglas (USA) · 1-3     | Ebrahim Szeifpour (IRI) · 1-3             | 1. mérkőzés · Sztancso Ivanov (BUL) · 2-2 · 2. mérkőzés · Vatanabe Oszamu (JPN) · 3-1          |             |
| Zarbeg Beriashvili    | 70 kg       | Mahmut Atalay (TUR) · 3-1             | Muhammed Bashir (PAK) · 1-3          | Udey Chand (IND) · 1-3                 | Enyu Valcsev (BUL) · 1-3      | kiesett                                   | kiesett                                                                                        | 6.          |
| Guram Szagaradze      | 78 kg       | Job Mayo (PHI) · kétvállas            | Shakar Khan Shakar (AFG) · kétvállas | Philip Oberlander (CAN) · 1-3          | Madho Singh (IND) · 1-3       | İsmail Oğan (TUR) · 2-2                   | 1. mérkőzés · Mohammad Ali Szanatkaran (IRI) · 2-2 · Hozott eredmény · İsmail Oğan (TUR) · 2-2 |             |
| Sota Lomidze          | 87 kg       | Prodan Gardzsev (BUL) · 2-2           | Rudolf Kobelt (SUI) · 1-3            | Hasan Güngör (TUR) · 3-1               | kiesett                       | kiesett                                   | kiesett                                                                                        | helyezetlen |
| Alekszandr Medvegy    | 97 kg       | Balló Ferenc (ROU) · kétvállas        | Lennart Eriksson (SWE) · 1-3         | Ahmet Ayık (TUR) · 2-2                 | erőnyerő                      | Peter Jutzeler (SUI) · kétvállas          | 1. mérkőzés · Szaid Musztafov (BUL) · kétvállas · Hozott eredmény · Ahmet Ayık (TUR) · 2-2     |             |
| Alekszandr Ivanyickij | +97 kg      | Tserendonoin Sanjaa (MGL) · kétvállas | Larry Kristoff (USA) · 1-3           | Reznák János (HUN) · kétvállas         | Ştefan Stîngu (ROU) · 1-3     |                                           | 3. mérkőzés · Ljutvi Ahmedov (BUL) · 2-2                                                       |             |

## Cselgáncs
| Versenyző           | Versenyszám | Csoportkör                                                                        | Csoportkör | Negyeddöntő                                 | Elődöntő                    | Döntő             | Helyezés |
| Versenyző           | Versenyszám | Ellenfél Eredmény                                                                 | Hely.      | Ellenfél Eredmény                           | Ellenfél Eredmény           | Ellenfél Eredmény | Helyezés |
| ------------------- | ----------- | --------------------------------------------------------------------------------- | ---------- | ------------------------------------------- | --------------------------- | ----------------- | -------- |
| Ārons Boguļubovs    | Könnyűsúly  | 8. csoport · Nguyễn Văn Bình (VIE) · GY · Eiam Harssarungsri (THA) · GY           | 1.         | Pak Cshongszam (Park Cheong-sam) (KOR) · GY | Eric Hänni (SUI) · V        | kiesett           |          |
| Oleg Sztyepanov     | Könnyűsúly  | 3. csoport · Brian Dalton (AUS) · GY · Szo Szangcshol (Seo Sang-cheol) (KOR) · GY | 1.         | Csang Ven-ku (Chang Won-Ku) (ROC) · GY      | Nakatani Takehide (JPN) · V | kiesett           |          |
| Parnaoz Csikviladze | Nehézsúly   | 2. csoport · George Harris (USA) · GY · Anthony Sweeney (GBR) · GY                | 1.         | erőnyerő                                    | Doug Rogers (CAN) · V       | kiesett           |          |
| Anzor Kiknadze      | Nehézsúly   | 3. csoport · Herbert Niemann (EUA) · GY · Job Gouweleeuw (NED) · GY               | 1.         | erőnyerő                                    | Inokuma Iszao (JPN) · V     | kiesett           |          |

## Evezés
| Versenyző | Versenyszám              | Előfutam | Előfutam | Vigaszág | Vigaszág | Döntő   | Döntő   | Döntő   | Helyezés    |
| Versenyző | Versenyszám              | Idő      | Hely.    | Idő      | Hely.    | Típus   | Idő     | Hely.   | Helyezés    |
| --- | ------------------------ | -------- | -------- | -------- | -------- | ------- | ------- | ------- | ----------- |
| Vjacseszlav Ivanov | Egypárevezős             | 7:53,55  | 2.       | 7:31,76  | 1.       | A       | 8:22,51 | 1.      |             |
| Oleg Tyurin Borisz Dubrovszkij | Kétpárevezős             | 6:51,03  | 1.       | erőnyerő | erőnyerő | A       | 7:10,66 | 1.      |             |
| Oleg Golovanov Valentyin Borejko | Kormányos nélküli kettes | 7:37,35  | 4.       | 7:42,54  | 4.       | kiesett | kiesett | kiesett | helyezetlen |
| Nikolay Safronov Leonid Rakovshchik Igor Rudakov (kormányos) | Kormányos kettes         | 7:53,15  | 2.       | 7:19,64  | 1.       | A       | 8:24,85 | 4.      | 4.          |
| Celestinas Jucys Eugenijus Levickas Jonas Motiejūnas Anatolij Szassz                                                                                                   | Kormányos nélküli négyes | 6:40,12  | 2.       | 6:37,86  | 2.       | B       | 6:22,03 | 1.      | 7.          |
| Anatoliy Tkachuk Vitaly Kurdchenko Boris Kuzmin Vladimir Yevseyev Anatoly Luzgin (kormányos)                                                                           | Kormányos négyes         | 6:45,35  | 1.       | erőnyerő | erőnyerő | A       | 7:16,05 | 5.      | 5.          |
| Juozas Jagelavičius Yury Suslin Petras Karla Vytautas Briedis Vlagyimir Szterlik Zigmas Jukna Antanas Bagdonavičius Ričardas Vaitkevičius Jurij Lorencszon (kormányos) | Nyolcas                  | 6:06,15  | 1.       | erőnyerő | erőnyerő | A       | 6:30,69 | 5.      | 5.          |

## Kajak-kenu
Férfi
| Versenyző                                                              | Versenyszám         | Előfutam | Előfutam | Vigaszág | Vigaszág | Elődöntő | Elődöntő | Döntő   | Döntő    |
| Versenyző                                                              | Versenyszám         | Idő      | Hely.    | Idő      | Hely.    | Idő      | Hely.    | Idő     | Helyezés |
| ---------------------------------------------------------------------- | ------------------- | -------- | -------- | -------- | -------- | -------- | -------- | ------- | -------- |
| Igor Piszarev                                                          | Kajak egyes 1000 m  | 4:11,91  | 3.       | erőnyerő | erőnyerő | 4:09,95  | 3.       | 4:07,67 | 9.       |
| Erik Kalugin Ibragim Khasanov                                          | Kajak kettes 1000 m | 3:44,66  | 4.       | 3:50,20  | 1.       | 3:46,43  | 2.       | 3:44,19 | 7.       |
| Nyikolaj Csuzsikov Anatolij Grisin Vjacseszlav Jonov Volodimir Morozov | Kajak négyes 1000 m | 3:18,24  | 2.       | erőnyerő | erőnyerő | 3:24,26  | 1.       | 4:14,67 |          |
| Jevgenyij Penyajev                                                     | Kenu egyes 1000 m   | 4:41,06  | 1.       | erőnyerő | erőnyerő |          |          | 4:38,31 |          |
| Andrej Himics Sztyepan Oscsepkov                                       | Kenu kettes 1000 m  | 4:08,05  | 1.       | erőnyerő | erőnyerő |          |          | 4:04,64 |          |

Női
| Versenyző                             | Versenyszám        | Előfutam | Előfutam | Vigaszág | Vigaszág | Döntő   | Döntő    |
| Versenyző                             | Versenyszám        | Idő      | Hely.    | Idő      | Hely.    | Idő     | Helyezés |
| ------------------------------------- | ------------------ | -------- | -------- | -------- | -------- | ------- | -------- |
| Ljudmila Hvedoszjuk-Pinajeva          | Kajak egyes 500 m  | 2:10,38  | 1.       | erőnyerő | erőnyerő | 2:12,87 |          |
| Nina Gruzintseva Antonyina Szeregyina | Kajak kettes 500 m | 1:58,81  | 3.       | erőnyerő | erőnyerő | 2:00,69 | 4.       |

## Kerékpározás

### Országúti kerékpározás
| Versenyző                                                           | Versenyszám     | Idő                    | Helyezés |
| ------------------------------------------------------------------- | --------------- | ---------------------- | -------- |
| Jurij Melihov                                                       | Mezőnyverseny   | 4:39:51,81 (+0:00,18)  | 60.      |
| Anatoly Olizarenko                                                  | Mezőnyverseny   | 4:39:51,80 (+0:00,17)  | 56.      |
| Alekszej Petrov                                                     | Mezőnyverseny   | 4:39:51,81 (+0:00,18)  | 62.      |
| Gaynan Saydkhuzhin                                                  | Mezőnyverseny   | 4:39:51,77 (+0:00,14)  | 41.      |
| Jurij Melihov Anatoly Olizarenko Alekszej Petrov Gaynan Saydkhuzhin | Csapat időfutam | 2:28:26,48 (+01:55,29) | 5.       |

### Pálya-kerékpározás
Sprintverseny
| Versenyző      | Versenyszám  | 1. forduló                                             | 1. forduló | Vigaszág selejtező     | Vigaszág selejtező | Vigaszág döntő       | Vigaszág döntő | Nyolcaddöntő                                            | Nyolcaddöntő | Vigaszág selejtező                                   | Vigaszág selejtező | Vigaszág döntő                    | Vigaszág döntő | Negyeddöntő          | Elődöntő             | Döntő                | Helyezés    |
| Versenyző      | Versenyszám  | Ellenfelek Győztes idő                                 | Hely.      | Ellenfelek Győztes idő | Hely.              | Ellenfél Győztes idő | Hely.          | Ellenfelek Győztes idő                                  | Hely.        | Ellenfelek Győztes idő                               | Hely.              | Ellenfél Győztes idő              | Hely.          | Ellenfél Győztes idő | Ellenfél Győztes idő | Ellenfél Győztes idő | Helyezés    |
| -------------- | ------------ | ------------------------------------------------------ | ---------- | ---------------------- | ------------------ | -------------------- | -------------- | ------------------------------------------------------- | ------------ | ---------------------------------------------------- | ------------------ | --------------------------------- | -------------- | -------------------- | -------------------- | -------------------- | ----------- |
| Valery Khitrov | Férfi egyéni | Christopher Church (GBR) · Arie de Graaf (NED) · 11,54 | 1.         |                        |                    |                      |                | Zbysław Zając (POL) · Giovanni Pettenella (ITA) · 12,06 | 2.           | Ivan Kučírek (TCH) · Peder Pedersen (DEN) · 11,45    | 1.                 | Pierre Trentin (FRA) · 11,88      | 2.             | kiesett              | kiesett              | kiesett              | helyezetlen |
| Omar Phakadze  | Férfi egyéni | Willi Fuggerer (EUA) · Peder Pedersen (DEN) · 12,26    | 1.         |                        |                    |                      |                | Mario Vanegas (COL) · Pierre Trentin (FRA) · 12,07      | 2.           | Thomas Harrison (AUS) · Szató Kacuhiko (JPN) · 11,70 | 1.                 | Giovanni Pettenella (ITA) · 11,71 | 2.             | kiesett              | kiesett              | kiesett              | helyezetlen |

Időfutam
| Versenyző      | Versenyszám  | Idő     | Helyezés |
| -------------- | ------------ | ------- | -------- |
| Viktor Logunov | Férfi egyéni | 1:11,36 | 9.       |

Tandem
| Versenyző                      | Versenyszám     | 1. forduló                                             | Vigaszág selejtező   | Vigaszág selejtező | Vigaszág döntő         | Vigaszág döntő | Negyeddöntő                                                   | Elődöntő                                                           | Döntő                                                                        | Helyezés |
| Versenyző                      | Versenyszám     | Ellenfél Győztes idő                                   | Ellenfél Győztes idő | Hely.              | Ellenfelek Győztes idő | Hely.          | Ellenfél Győztes idő                                          | Ellenfél Győztes idő                                               | Ellenfél Győztes idő                                                         | Helyezés |
| ------------------------------ | --------------- | ------------------------------------------------------ | -------------------- | ------------------ | ---------------------- | -------------- | ------------------------------------------------------------- | ------------------------------------------------------------------ | ---------------------------------------------------------------------------- | -------- |
| Imants Bodnieks Viktor Logunov | Férfi kétüléses | Csehszlovákia (TCH) · Karel Paar · Karel Štark · 10,67 |                      |                    |                        |                | Ausztrália (AUS) · Joey Browne · Daryl Perkins · 10,58, 10,70 | Hollandia (NED) · Arie de Graaf · Piet van der Touw · 10,78, 10,65 | Olaszország (ITA) · Angelo Damiano · Sergio Bianchetto · 10,80, 10,85, 10,75 |          |

Üldözőversenyek
| Versenyző                                                                  | Versenyszám  | Selejtező                                                                                   | Selejtező | Selejtező | Negyeddöntő                                                                              | Negyeddöntő | Negyeddöntő | Elődöntő     | Elődöntő  | Elődöntő | Döntő        | Döntő     | Helyezés |
| Versenyző                                                                  | Versenyszám  | Ellenfél Idő                                                                                | Saját idő | Hely.     | Ellenfél Idő                                                                             | Saját idő   | Hely.       | Ellenfél Idő | Saját idő | Hely.    | Ellenfél Idő | Saját idő | Helyezés |
| -------------------------------------------------------------------------- | ------------ | ------------------------------------------------------------------------------------------- | --------- | --------- | ---------------------------------------------------------------------------------------- | ----------- | ----------- | ------------ | --------- | -------- | ------------ | --------- | -------- |
| Sztanyiszlav Moszkvin                                                      | Férfi egyéni | Robert Varga (FRA) · 5:14,57                                                                | 5:05,67   | 1.        | Tiemen Groen (NED) · 4:59,59                                                             | 5:02,27     | 2.          | kiesett      | kiesett   | kiesett  | kiesett      | kiesett   | 5.       |
| Leonyid Kolumbet Dzintars Lācis Sztanyiszlav Moszkvin Sergey Tereshchenkov | Férfi csapat | Franciaország (FRA) · Christian Cuch · Joseph Pare · Jacques Suire · Robert Varga · 4:50,62 | 4:43,76   | 2.        | Hollandia (NED) · Henk Cornelisse · Gerard Koel · Jaap Oudkerk · Cor Schuuring · 4:40,41 | 4:41,70     | 2.          | kiesett      | kiesett   | kiesett  | kiesett      | kiesett   | 5.       |

## Kosárlabda
| Szovjet férfi kosárlabdacsapat-játékoskeret                                                                   | Szovjet férfi kosárlabdacsapat-játékoskeret                                                                   |
| --- | --- |
| - Armenak Alacsacsján - Mikola Bahlej - Vjacseszlav Hrinyin - Juris Kalniņš - Jurij Kornyejev - Jānis Krūmiņš | - Jaak Lipso - Levan Moszesvili - Valdis Muižnieks - Alekszandr Petrov - Alekszandr Travin - Gennagyij Volnov |

### Eredmények
Csoportkör
A csoport
| Csapat              | M | Gy | V | P+  | P–  | Pk   |
| ------------------- | - | -- | - | --- | --- | ---- |
| Szovjetunió (URS)   | 7 | 7  | 0 | 562 | 424 | +138 |
| Puerto Rico (PUR)   | 7 | 5  | 2 | 493 | 454 | +39  |
| Lengyelország (POL) | 7 | 4  | 3 | 467 | 448 | +19  |
| Olaszország (ITA)   | 7 | 4  | 3 | 495 | 480 | +15  |
| Mexikó (MEX)        | 7 | 3  | 4 | 485 | 514 | –29  |
| Japán (JPN)         | 7 | 3  | 4 | 421 | 428 | –7   |
| Magyarország (HUN)  | 7 | 2  | 5 | 407 | 469 | –62  |
| Kanada (CAN)        | 7 | 0  | 7 | 408 | 521 | –113 |

| 1964. október 11. 19:00 | Szovjetunió (URS) | 87 – 52 | Kanada (CAN) |  |
| 1964. október 11. 19:00 | (37–17)           |         |              |  |

| 1964. október 12. 19:00 | Szovjetunió (URS) | 87 – 76 | Mexikó (MEX) |  |
| 1964. október 12. 19:00 | (37–28)           |         |              |  |

| 1964. október 13. 16:00 | Szovjetunió (URS) | 84 – 42 | Magyarország (HUN) |  |
| 1964. október 13. 16:00 | (38–18)           |         |                    |  |

| 1964. október 14. 9:00 | Szovjetunió (URS) | 82 – 63 | Puerto Rico (PUR) |  |
| 1964. október 14. 9:00 | (43–28)           |         |                   |  |

| 1964. október 16. 17:30 | Szovjetunió (URS) | 72 – 59 | Japán (JPN) |  |
| 1964. október 16. 17:30 | (33–28)           |         |             |  |

| 1964. október 17. 12:00 | Szovjetunió (URS) | 74 – 65 | Lengyelország (POL) |  |
| 1964. október 17. 12:00 | (38–25)           |         |                     |  |

| 1964. október 18. 19:00 | Szovjetunió (URS) | 76 – 67 | Olaszország (ITA) |  |
| 1964. október 18. 19:00 | (40–32)           |         |                   |  |

Elődöntő
| 1964. október 21. 20:00 | Szovjetunió (URS) | 53 – 47 | Brazília (BRA) |  |
| 1964. október 21. 20:00 | (22–19)           |         |                |  |

Döntő
| 1964. október 23. 20:00 | Egyesült Államok (USA) | 73 – 59 | Szovjetunió (URS) |  |
| 1964. október 23. 20:00 | (39–31)                |         |                   |  |

| Csapat            | Helyezés |
| ----------------- | -------- |
| Szovjetunió (URS) |          |

## Lovaglás
Díjlovaglás
| Versenyző                                | Ló                | Versenyszám | Selejtező | Selejtező | Döntő   | Döntő   | Végeredmény | Végeredmény |
| Versenyző                                | Ló                | Versenyszám | Pont      | Hely.     | Pont    | Hely.   | Pont        | Helyezés    |
| ---------------------------------------- | ----------------- | ----------- | --------- | --------- | ------- | ------- | ----------- | ----------- |
| Szergej Filatov                          | Absent            | Egyéni      | 847,0     | 4.        | 639,0   | 1.      | 1486,0      |             |
| Ivan Kalita                              | Moar              | Egyéni      | 706,0     | 15.       | kiesett | kiesett | 706,0       | 15.         |
| Ivan Kizimov                             | Ikhor             | Egyéni      | 758,0     | 10.       | kiesett | kiesett | 758,0       | 10.         |
| Szergej Filatov Ivan Kalita Ivan Kizimov | Absent Moar Ikhor | Csapat      |           |           |         |         | 2311,0      |             |

Díjugratás
| Versenyző                                      | Ló                     | Versenyszám | 1. forduló | 1. forduló | 2. forduló    | 2. forduló    | Összesen    | Összesen    |
| Versenyző                                      | Ló                     | Versenyszám | Pont       | Hely.      | Pont          | Hely.         | Pont        | Helyezés    |
| ---------------------------------------------- | ---------------------- | ----------- | ---------- | ---------- | ------------- | ------------- | ----------- | ----------- |
| Andrey Favorsky                                | Manevr                 | Egyéni      | 22,25      | 26.        | nem ért célba | nem ért célba | helyezetlen | helyezetlen |
| Aleksandr Purtov                               | Svecha                 | Egyéni      | 56,25      | 40.        | 12,50         | 13.           | 68,75       | 36.         |
| Ivan Semyonov                                  | Sibiryak               | Egyéni      | 24,50      | 29.        | 27,00         | 35.           | 51,50       | 28.         |
| Andrey Favorsky Aleksandr Purtov Ivan Semyonov | Manevr Svecha Sibiryak | Csapat      | 103,00     | 11.        | 110,75        | 11.           | 213,75      | 11.         |

Lovastusa
| Versenyző                                | Ló               | Versenyszám | Díjlovaglás | Díjlovaglás | Tereplovaglás | Tereplovaglás | Díjugratás | Díjugratás | Végeredmény | Végeredmény |
| Versenyző                                | Ló               | Versenyszám | Bünt.       | Hely.       | Bünt.         | Hely.         | Bünt.      | Hely.      | Bünt.       | Helyezés    |
| ---------------------------------------- | ---------------- | ----------- | ----------- | ----------- | ------------- | ------------- | ---------- | ---------- | ----------- | ----------- |
| Pavel Deyev                              | Satrap           | Egyéni      | -61,33      | 24.         | 69,20         | 18.           | -40,00     | 32.        | -32,13      | 21.         |
| German Gazyumov                          | Gran             | Egyéni      | -57,33      | 17.         | 80,80         | 14.           | 0,00       | 1.         | 23,47       | 10.         |
| Boris Konkov                             | Rumb             | Egyéni      | -63,67      | 28.         | 53,20         | 21.           | -0,50      | 12.        | -10,97      | 19.         |
| Saybattal Mursalimov                     | Dzhigit          | Egyéni      | -50,67      | 9.          | 6,80          | 27.           | -10,00     | 13.        | -53,87      | 26.         |
| Pavel Deyev German Gazyumov Boris Konkov | Satrap Gran Rumb | Csapat      | -169,33     | 6.          | 203,20        | 6.            | -50,50     | 8.         | -19,63      | 5.          |

## Műugrás
Férfi
| Versenyző         | Versenyszám        | Selejtező | Selejtező | Döntő   | Döntő    |
| Versenyző         | Versenyszám        | Pont      | Helyezés  | Pont    | Helyezés |
| ----------------- | ------------------ | --------- | --------- | ------- | -------- |
| Boris P'oluliakhi | Egyéni műugrás     | 92,94     | 5.        | 138,64  | 6.       |
| Mikhail Safonov   | Egyéni műugrás     | 94,06     | 4.        | 134,00  | 7.       |
| Vlagyimir Vaszin  | Egyéni műugrás     | 91,24     | 7.        | 133,48  | 8.       |
| Igor Lobanov      | Egyéni toronyugrás | 91,22     | 12.       | kiesett | kiesett  |
| Viktor Palagin    | Egyéni toronyugrás | 94,77     | 2.        | 143,77  | 5.       |
| Viktor Pogozhev   | Egyéni toronyugrás | 90,73     | 13.       | kiesett | kiesett  |

Női
| Versenyző          | Versenyszám        | Selejtező | Selejtező | Döntő   | Döntő    |
| Versenyző          | Versenyszám        | Pont      | Helyezés  | Pont    | Helyezés |
| ------------------ | ------------------ | --------- | --------- | ------- | -------- |
| Yelena Anokhina    | Egyéni műugrás     | 85,20     | 8.        | 125,60  | 6.       |
| Vera Baklanova     | Egyéni műugrás     | 82,04     | 12.       | kiesett | kiesett  |
| Tamara Pogozseva   | Egyéni műugrás     | 85,85     | 6.        | 126,33  | 5.       |
| Galina Alekszejeva | Egyéni toronyugrás | 53,02     | 2.        | 97,60   |          |
| Tatyana Dzheneyeva | Egyéni toronyugrás | 51,91     | 4.        | 85,00   | 12.      |
| Natalja Lobanova   | Egyéni toronyugrás | 49,89     | 5.        | 90,01   | 7.       |

## Ökölvívás
| Versenyző                | Versenyszám   | Selejtező         | 32-es főtábla                  | Nyolcaddöntő                                | Negyeddöntő                              | Elődöntő                           | Döntő                          | Helyezés |
| Versenyző                | Versenyszám   | Ellenfél Eredmény | Ellenfél Eredmény              | Ellenfél Eredmény                           | Ellenfél Eredmény                        | Ellenfél Eredmény                  | Ellenfél Eredmény              | Helyezés |
| ------------------------ | ------------- | ----------------- | ------------------------------ | ------------------------------------------- | ---------------------------------------- | ---------------------------------- | ------------------------------ | -------- |
| Sztanyiszlav Szorokin    | Légsúly       |                   | Bawa Maung (BIR) · kizárták    | John McCluskey (GBR) · RSC                  | Cso Donggi (Jo Dong-gi) (KOR) · kizárták | Artur Olech (POL) · visszalépett   | kiesett                        |          |
| Oleg Grigorjev           | Harmatsúly    |                   | Török Gyula (HUN) · RSC        | Franco Zurlo (ITA) · 5-0                    | Juan Fabila (MEX) · 2-3                  | kiesett                            | kiesett                        | 5.       |
| Sztanyiszlav Sztyepaskin | Pehelysúly    |                   | José Alonso Nieves (PUR) · RSC | Hszü Hung-csin (Hsu Hung-Cheng) (ROC) · RSC | Constantin Crudu (ROU) · RSC             | Heinz Schulz (EUA) · KO            | Anthony Villanueva (PHI) · 3-2 |          |
| Vilikton Barannyikov     | Könnyűsúly    | erőnyerő          | Luis Zuniga (CHI) · 4-1        | Adrian Blair (AUS) · 5-0                    | Kajdi János (HUN) · RSC                  | Jim McCourt (IRL) · 3-2            | Józef Grudzień (POL) · 0-5     |          |
| Jevgenyij Frolov         | Kisváltósúly  | erőnyerő          | Brian Maunsell (NZL) · RSC     | Charles Ellis (USA) · 3-2                   | Vladimír Kučera (TCH) · visszalépett     | Habib Galhia (TUN) · 5-0           | Jerzy Kulej (POL) · 0-5        |          |
| Ričardas Tamulis         | Váltósúly     |                   | erőnyerő                       | Bruno Guse (EUA) · 5-0                      | Ernest Mabwa (UGA) · 5-0                 | Pertti Purhonen (FIN) · 5-0        | Marian Kasprzyk (POL) · 1-4    |          |
| Borisz Lagutyin          | Nagyváltósúly |                   | Paul Hogh (EUA) · 5-0          | José Roberto Chirino (ARG) · kizárták       | Eddie Davies (GHA) · feladta             | Józef Grzesiak (POL) · 4-1         | Joseph Gonzales (FRA) · 4-1    |          |
| Valerij Popencsenko      | Középsúly     |                   | erőnyerő                       | Sultan Mahmoud (PAK) · RSC                  | Joe Darkey (GHA) · 5-0                   | Tadeusz Walasek (POL) · KO         | Emil Schulz (EUA) · RSC        |          |
| Alekszej Kiszeljov       | Félnehézsúly  |                   | Gheorghe Negrea (ROU) · 5-0    | Robert Christopherson (USA) · 5-0           | František Poláček (TCH) · 5-0            | Zbigniew Pietrzykowski (POL) · 4-1 | Cosimo Pinto (ITA) · 2-3       |          |
| Vagyim Jemeljanov        | Nehézsúly     |                   |                                | Władysław Jędrzejewski (POL) · RSC          | Santiago Lovell (ARG) · KO               | Joe Frazier (USA) · RSC            | kiesett                        |          |

## Öttusa
| Versenyző                                  | Versenyszám | Lovaglás | Lovaglás | Lovaglás | Vívás    | Vívás | Vívás | Lövészet | Lövészet | Lövészet | Úszás  | Úszás | Úszás | Futás   | Futás | Futás | Összesen    | Összesen |
| Versenyző                                  | Versenyszám | Idő      | Pont     | Hely.    | Eredmény | Pont  | Hely. | Pontszám | Pont     | Hely.    | Idő    | Pont  | Hely. | Idő     | Pont  | Hely. | Összes pont | Helyezés |
| ------------------------------------------ | ----------- | -------- | -------- | -------- | -------- | ----- | ----- | -------- | -------- | -------- | ------ | ----- | ----- | ------- | ----- | ----- | ----------- | -------- |
| Viktor Minejev                             | Egyéni      | 2:54,4   | 1040     | 24.      | 22–14    | 820   | 9.    | 193      | 960      | 13.      | 3:50,1 | 1050  | 6.    | 14:52,4 | 1024  | 15.   | 4894        | 5.       |
| Аlbert Mokejev                             | Egyéni      | 2:54,4   | 970      | 33.      | 20–16    | 748   | 15.   | 198      | 1060     | 1.       | 3:51,0 | 1045  | 7.    | 13:48,0 | 1216  | 1.    | 5039        |          |
| Igor Novikov                               | Egyéni      | 2:59,9   | 1040     | 26.      | 23–13    | 856   | 5.    | 196      | 1020     | 3.       | 3:49,5 | 1055  | 5.    | 14:28,4 | 1096  | 6.    | 5067        |          |
| Viktor Minejev Аlbert Mokejev Igor Novikov | Csapat      |          | 3050     | 11.      |          | 2385  | 3.    |          | 3040     | 1.       |        | 3150  | 2.    |         | 3336  | 1.    | 14961       |          |

## Röplabda

### Férfi
| Szovjet férfi röplabdacsapat-játékoskeret                                                                            | Szovjet férfi röplabdacsapat-játékoskeret                                                                                              |
| --- | --- |
| - Ivans Bugajenkovs - Nyikolaj Burobin - Jurij Csesznokov - Vazsa Kacsarava - Valerij Kalacsihin - Vitalij Kovalenko | - Sztanyiszlav Ljugajlo - Georgij Mondzolevszkij - Jurij Pojarkov - Eduard Szibirjakov - Jurij Vengerovszkij - Dmitrij Voszkobojnyikov |

#### Eredmények
Csoportkör
| 1964. október 13. 17:15 | Románia (ROU)       | 0 – 3 | Szovjetunió (URS) |  |
| 1964. október 13. 17:15 | (8–15, 10–15, 9–15) |       |                   |  |

| 1964. október 14. 11:15 | Hollandia (NED)     | 0 – 3 | Szovjetunió (URS) |  |
| 1964. október 14. 11:15 | (8–15, 3–15, 11–15) |       |                   |  |

| 1964. október 15. 17:15 | Dél-Korea (KOR)    | 0 – 3 | Szovjetunió (URS) |  |
| 1964. október 15. 17:15 | (7–15, 5–15, 6–15) |       |                   |  |

| 1964. október 17. 19:15 | Szovjetunió (URS)    | 3 – 0 | Magyarország (HUN) |  |
| 1964. október 17. 19:15 | (15–9, 15–13, 15–11) |       |                    |  |

| 1964. október 18. 19:55 | Csehszlovákia (TCH)             | 2 – 3 | Szovjetunió (URS) |  |
| 1964. október 18. 19:55 | (9–15, 8–15, 15–5, 15–10, 7–15) |       |                   |  |

| 1964. október 19. 19:15 | Japán (JPN)                | 3 – 1 | Szovjetunió (URS) |  |
| 1964. október 19. 19:15 | (14–16, 15–5, 15–8, 15–10) |       |                   |  |

| 1964. október 21. 19:15 | Szovjetunió (URS)  | 3 – 0 | Egyesült Államok (USA) |  |
| 1964. október 21. 19:15 | (15–6, 15–5, 15–4) |       |                        |  |

| 1964. október 22. 17:15 | Bulgária (BUL)       | 0 – 3 | Szovjetunió (URS) |  |
| 1964. október 22. 17:15 | (2–15, 14–16, 13–15) |       |                   |  |

| 1964. október 23. 11:15 | Brazília (BRA)     | 0 – 3 | Szovjetunió (URS) |  |
| 1964. október 23. 11:15 | (7–15, 6–15, 9–15) |       |                   |  |

|          |                        |      | Mérkőzések | Mérkőzések | Szettek | Szettek | Szettek | Pontok | Pontok | Pontok |
| Helyezés | Csapat                 | Pont | Gy         | V          | Sz+     | Sz–     | SzA     | P+     | P–     | PA     |
| -------- | ---------------------- | ---- | ---------- | ---------- | ------- | ------- | ------- | ------ | ------ | ------ |
| Arany    | Szovjetunió (URS)      | 17   | 8          | 1          | 25      | 5       | 5,000   | 415    | 279    | 1,487  |
| Ezüst    | Csehszlovákia (TCH)    | 17   | 8          | 1          | 26      | 10      | 2,600   | 486    | 399    | 1,218  |
| Bronz    | Japán (JPN)            | 16   | 7          | 2          | 22      | 12      | 1,833   | 475    | 372    | 1,277  |
| 4.       | Románia (ROU)          | 15   | 6          | 3          | 19      | 15      | 1,267   | 432    | 394    | 1,096  |
| 5.       | Bulgária (BUL)         | 14   | 5          | 4          | 20      | 16      | 1,250   | 464    | 429    | 1,082  |
| 6.       | Magyarország (HUN)     | 13   | 4          | 5          | 18      | 18      | 1,000   | 449    | 466    | 0,964  |
| 7.       | Brazília (BRA)         | 12   | 3          | 6          | 13      | 23      | 0,565   | 410    | 474    | 0,865  |
| 8.       | Hollandia (NED)        | 11   | 2          | 7          | 11      | 24      | 0,458   | 378    | 482    | 0,784  |
| 9.       | Egyesült Államok (USA) | 11   | 2          | 7          | 10      | 23      | 0,435   | 360    | 450    | 0,800  |
| 10.      | Dél-Korea (KOR)        | 9    | 0          | 9          | 9       | 27      | 0,333   | 376    | 500    | 0,752  |

| Csapat            | Helyezés |
| ----------------- | -------- |
| Szovjetunió (URS) |          |

### Női
| Szovjet női röplabdacsapat-játékoskeret                                                                                         | Szovjet női röplabdacsapat-játékoskeret                                                                           |
| --- | --- |
| - Nyelli Abramova - Astra Biltauere - Ljudmila Buldakova - Ljudmila Gurejeva - Valentyina Kamenek-Vinogradova - Marita Katuseva | - Nyinyel Lukanyina - Valentyina Misak - Inna Riszkal - Tatyjana Roscsina - Antonyina Rizsova - Tamara Tyihonyina |

#### Eredmények
Csoportkör
| 1964. október 11. 13:15 | Románia (ROU)      | 0 – 3 | Szovjetunió (URS) |  |
| 1964. október 11. 13:15 | (5–15, 6–15, 0–15) |       |                   |  |

| 1964. október 12. 15:15 | Dél-Korea (KOR)    | 0 – 3 | Szovjetunió (URS) |  |
| 1964. október 12. 15:15 | (0–15, 6–15, 0–15) |       |                   |  |

| 1964. október 15. 14:00 | Lengyelország (POL) | 0 – 3 | Szovjetunió (URS) |  |
| 1964. október 15. 14:00 | (9–15, 5–15, 5–15)  |       |                   |  |

| 1964. október 17. 13:15 | Szovjetunió (URS)  | 3 – 0 | Egyesült Államok (USA) |  |
| 1964. október 17. 13:15 | (15–1, 15–8, 15–7) |       |                        |  |

| 1964. október 23. 19:35 | Japán (JPN)          | 3 – 0 | Szovjetunió (URS) |  |
| 1964. október 23. 19:35 | (15–11, 15–8, 15–13) |       |                   |  |

|          |                        |      | Mérkőzések | Mérkőzések | Szettek | Szettek | Szettek | Pontok | Pontok | Pontok |
| Helyezés | Csapat                 | Pont | Gy         | V          | Sz+     | Sz–     | SzA     | P+     | P–     | PA     |
| -------- | ---------------------- | ---- | ---------- | ---------- | ------- | ------- | ------- | ------ | ------ | ------ |
| Arany    | Japán (JPN)            | 10   | 5          | 0          | 15      | 1       | 15,000  | 238    | 93     | 2,559  |
| Ezüst    | Szovjetunió (URS)      | 9    | 4          | 1          | 12      | 3       | 4,000   | 212    | 97     | 2,186  |
| Bronz    | Lengyelország (POL)    | 8    | 3          | 2          | 10      | 6       | 1,667   | 180    | 162    | 1,111  |
| 4.       | Románia (ROU)          | 7    | 2          | 3          | 6       | 9       | 0,667   | 140    | 172    | 0,814  |
| 5.       | Egyesült Államok (USA) | 6    | 1          | 4          | 3       | 12      | 0,250   | 98     | 213    | 0,460  |
| 6.       | Dél-Korea (KOR)        | 5    | 0          | 5          | 0       | 15      | 0,000   | 94     | 225    | 0,418  |

| Csapat            | Helyezés |
| ----------------- | -------- |
| Szovjetunió (URS) |          |

## Sportlövészet
Férfi
| Versenyző                | Versenyszám                    | Pont | Helyezés |
| ------------------------ | ------------------------------ | ---- | -------- |
| Igor Bakalov             | Gyorstüzelő pisztoly           | 588  | 7.       |
| Alekszandr Zabelin       | Gyorstüzelő pisztoly           | 584  | 16.      |
| Yevgeny Rasskazov        | Szabadpisztoly                 | 541  | 21.      |
| Albert Udachin           | Szabadpisztoly                 | 545  | 11.      |
| Vladimir Chuyan          | Sportpuska, fekvő              | 590  | 20.      |
| Vladimir Chuyan          | Sportpuska, összetett          | 1141 | 11.      |
| Viktor Samburkin         | Sportpuska, összetett          | 1142 | 9.       |
| Viktor Samburkin         | Sportpuska, fekvő              | 590  | 21.      |
| Aleksandrs Gerasimjonoks | Szabadpuska, összetett (300 m) | 1135 | 4.       |
| Sota Kveliasvili         | Szabadpuska, összetett (300 m) | 1144 |          |
| Szergej Kalinyin         | Trap                           | 187  | 22.      |
| Pāvels Seničevs          | Trap                           | 194  |          |

## Súlyemelés
| Versenyző              | Versenyszám | Nyomás   | Nyomás   | Szakítás | Szakítás | Lökés    | Lökés    | Összesen | Helyezés |
| Versenyző              | Versenyszám | Eredmény | Helyezés | Eredmény | Helyezés | Eredmény | Helyezés | Összesen | Helyezés |
| ---------------------- | ----------- | -------- | -------- | -------- | -------- | -------- | -------- | -------- | -------- |
| Alekszej Vahonyin      | 56 kg       | 110,0    | 2.       | 105,0    | 3.       | 142,5    | 1.       | 357,5    |          |
| Vlagyimir Kaplunov     | 67,5 kg     | 140,0    | 1.       | 127,5    | 2.       | 165,0    | 1.       | 432,5    |          |
| Viktor Kurencov        | 75 kg       | 135,0    | 2.       | 130,0    | 4.       | 175,0    | 2.       | 440,0    |          |
| Rudolf Pljukfelgyer    | 82,5 kg     | 150,0    | 3.       | 142,5    | 1.       | 182,5    | 2.       | 475,0    |          |
| Vlagyimir Golovanov    | 90 kg       | 165,0    | 1.       | 142,5    | 1.       | 180,0    | 2.       | 487,5    |          |
| Jurij Vlaszov          | +90 kg      | 197,5    | 1.       | 162,5    | 3.       | 210,0    | 2.       | 570,0    |          |
| Leonyid Zsabotyinszkij | +90 kg      | 187,5    | 2.       | 167,5    | 1.       | 217,5    | 1.       | 572,5    |          |

## Torna
Férfi
| Versenyző                                                                                    | Versenyszám      | Selejtező | Selejtező | Döntő    | Döntő    |
| Versenyző                                                                                    | Versenyszám      | Pontszám  | Helyezés  | Pontszám | Helyezés |
| -------------------------------------------------------------------------------------------- | ---------------- | --------- | --------- | -------- | -------- |
| Jurij Capenko                                                                                | Talaj            | 19,20     | 4.        | 18,850   | 6.       |
| Jurij Capenko                                                                                | Ugrás            | 19,05     | 24.       | kiesett  | kiesett  |
| Jurij Capenko                                                                                | Korlát           | 19,05     | 14.       | kiesett  | kiesett  |
| Jurij Capenko                                                                                | Nyújtó           | 19,00     | 17.       | kiesett  | kiesett  |
| Jurij Capenko                                                                                | Gyűrű            | 19,00     | 14.       | kiesett  | kiesett  |
| Jurij Capenko                                                                                | Lólengés         | 19,10     | 5.        | 19,200   |          |
| Jurij Capenko                                                                                | Egyéni összetett |           |           | 114,40   | 11.*     |
| Szergej Gyiomidov                                                                            | Talaj            | 19,10     | 9.        | kiesett  | kiesett  |
| Szergej Gyiomidov                                                                            | Ugrás            | 19,25     | 9.        | kiesett  | kiesett  |
| Szergej Gyiomidov                                                                            | Korlát           | 19,35     | 5.        | 19,225   | 4.       |
| Szergej Gyiomidov                                                                            | Nyújtó           | 18,90     | 21.       | kiesett  | kiesett  |
| Szergej Gyiomidov                                                                            | Gyűrű            | 18,85     | 16.       | kiesett  | kiesett  |
| Szergej Gyiomidov                                                                            | Lólengés         | 18,75     | 14.       | kiesett  | kiesett  |
| Szergej Gyiomidov                                                                            | Egyéni összetett |           |           | 114,20   | 14.      |
| Viktor Leontyjev                                                                             | Talaj            | 19,20     | 4.        | 19,200   | 4.       |
| Viktor Leontyjev                                                                             | Ugrás            | 18,95     | 30.       | kiesett  | kiesett  |
| Viktor Leontyjev                                                                             | Korlát           | 19,15     | 10.       | kiesett  | kiesett  |
| Viktor Leontyjev                                                                             | Nyújtó           | 19,20     | 10.       | kiesett  | kiesett  |
| Viktor Leontyjev                                                                             | Gyűrű            | 19,30     | 6.        | 19,350   | 4.       |
| Viktor Leontyjev                                                                             | Lólengés         | 18,70     | 17.       | kiesett  | kiesett  |
| Viktor Leontyjev                                                                             | Egyéni összetett |           |           | 114,50   | 10.      |
| Viktor Liszickij                                                                             | Talaj            | 19,30     | 2.        | 19,350   | *        |
| Viktor Liszickij                                                                             | Ugrás            | 19,50     | 1.        | 19,325   |          |
| Viktor Liszickij                                                                             | Korlát           | 19,50     | 2.        | 19,200   | 5.       |
| Viktor Liszickij                                                                             | Nyújtó           | 19,25     | 6.        | 19,325   | 4.       |
| Viktor Liszickij                                                                             | Gyűrű            | 19,10     | 9.        | kiesett  | kiesett  |
| Viktor Liszickij                                                                             | Lólengés         | 18,75     | 14.       | kiesett  | kiesett  |
| Viktor Liszickij                                                                             | Egyéni összetett |           |           | 115,40   | **       |
| Borisz Sahlin                                                                                | Talaj            | 18,95     | 14.       | kiesett  | kiesett  |
| Borisz Sahlin                                                                                | Ugrás            | 19,35     | 4.        | 19,200   | 5.       |
| Borisz Sahlin                                                                                | Korlát           | 19,25     | 9.        | kiesett  | kiesett  |
| Borisz Sahlin                                                                                | Nyújtó           | 19,55     | 1.        | 19,625   |          |
| Borisz Sahlin                                                                                | Gyűrű            | 19,40     | 4.        | 19,400   |          |
| Borisz Sahlin                                                                                | Lólengés         | 18,90     | 7.        | kiesett  | kiesett  |
| Borisz Sahlin                                                                                | Egyéni összetett |           |           | 115,40   | **       |
| Jurij Tyitov                                                                                 | Talaj            | 18,70     | 26.       | kiesett  | kiesett  |
| Jurij Tyitov                                                                                 | Ugrás            | 19,25     | 9.        | kiesett  | kiesett  |
| Jurij Tyitov                                                                                 | Korlát           | 19,05     | 14.       | kiesett  | kiesett  |
| Jurij Tyitov                                                                                 | Nyújtó           | 19,50     | 2.        | 19,550   |          |
| Jurij Tyitov                                                                                 | Gyűrű            | 19,25     | 7.        | kiesett  | kiesett  |
| Jurij Tyitov                                                                                 | Lólengés         | 18,60     | 25.       | kiesett  | kiesett  |
| Jurij Tyitov                                                                                 | Egyéni összetett |           |           | 114,35   | 13.      |
| Jurij Capenko Szergej Gyiomidov Viktor Leontyjev Viktor Liszickij Borisz Sahlin Jurij Tyitov | Csapat összetett |           |           | 575,45   |          |

Női
| Versenyző                                                                                               | Versenyszám      | Selejtező | Selejtező | Döntő    | Döntő    |
| Versenyző                                                                                               | Versenyszám      | Pontszám  | Helyezés  | Pontszám | Helyezés |
| --- | ---------------- | --------- | --------- | -------- | -------- |
| Polina Asztahova                                                                                        | Talaj            | 19,400    | 2.        | 19,500   |          |
| Polina Asztahova                                                                                        | Ugrás            | 19,032    | 7.        | kiesett  | kiesett  |
| Polina Asztahova                                                                                        | Felemás korlát   | 19,333    | 2.        | 19,332   |          |
| Polina Asztahova                                                                                        | Gerenda          | 19,200    | 5.        | 19,366   | 4.       |
| Polina Asztahova                                                                                        | Egyéni összetett |           |           | 76,965   |          |
| Ljudmila Gromova                                                                                        | Talaj            | 18,866    | 16.       | kiesett  | kiesett  |
| Ljudmila Gromova                                                                                        | Ugrás            | 18,800    | 22.       | kiesett  | kiesett  |
| Ljudmila Gromova                                                                                        | Felemás korlát   | 18,033    | 54.       | kiesett  | kiesett  |
| Ljudmila Gromova                                                                                        | Gerenda          | 18,699    | 22.       | kiesett  | kiesett  |
| Ljudmila Gromova                                                                                        | Egyéni összetett |           |           | 74,398   | 30.      |
| Larisza Latinyina                                                                                       | Talaj            | 19,466    | 1.        | 19,599   |          |
| Larisza Latinyina                                                                                       | Ugrás            | 19,166    | 5.        | 19,283   | *        |
| Larisza Latinyina                                                                                       | Felemás korlát   | 19,133    | 4.        | 19,199   |          |
| Larisza Latinyina                                                                                       | Gerenda          | 19,233    | 3.        | 19,382   |          |
| Larisza Latinyina                                                                                       | Egyéni összetett |           |           | 76,998   |          |
| Tamara Manyina                                                                                          | Talaj            | 18,966    | 10.       | kiesett  | kiesett  |
| Tamara Manyina                                                                                          | Ugrás            | 18,766    | 26.       | kiesett  | kiesett  |
| Tamara Manyina                                                                                          | Felemás korlát   | 19,399    | 37.       | kiesett  | kiesett  |
| Tamara Manyina                                                                                          | Gerenda          | 19,266    | 2.        | 19,399   |          |
| Tamara Manyina                                                                                          | Egyéni összetett |           |           | 75,397   | 14.*     |
| Alena Valcseckaja                                                                                       | Talaj            | 18,933    | 13.       | kiesett  | kiesett  |
| Alena Valcseckaja                                                                                       | Ugrás            | 19,233    | 3.        | 19,149   | 5.       |
| Alena Valcseckaja                                                                                       | Felemás korlát   | 18,633    | 24.       | kiesett  | kiesett  |
| Alena Valcseckaja                                                                                       | Gerenda          | 18,966    | 7.        | kiesett  | kiesett  |
| Alena Valcseckaja                                                                                       | Egyéni összetett |           |           | 75,765   | 8.       |
| Tamara Zamotajlova                                                                                      | Talaj            | 18,833    | 18.       | kiesett  | kiesett  |
| Tamara Zamotajlova                                                                                      | Ugrás            | 18,766    | 26.       | kiesett  | kiesett  |
| Tamara Zamotajlova                                                                                      | Felemás korlát   | 19,066    | 6.        | 17,833   | 6.       |
| Tamara Zamotajlova                                                                                      | Gerenda          | 18,733    | 17.       | kiesett  | kiesett  |
| Tamara Zamotajlova                                                                                      | Egyéni összetett |           |           | 75,398   | 13.      |
| Polina Asztahova Ljudmila Gromova Larisza Latinyina Tamara Manyina Alena Valcseckaja Tamara Zamotajlova | Csapat összetett |           |           | 380,890  |          |

* - egy másik versenyzővel azonos eredményt ért el

** - két másik versenyzővel azonos eredményt ért el

## Úszás
Férfi
| Versenyző                                                                                                 | Versenyszám            | Előfutam | Előfutam | Előfutam | Elődöntő | Elődöntő | Elődöntő | Döntő   | Döntő    |
| Versenyző                                                                                                 | Versenyszám            | Idő      | Hely.    | Össz.    | Idő      | Hely.    | Össz.    | Idő     | Helyezés |
| --- | ---------------------- | -------- | -------- | -------- | -------- | -------- | -------- | ------- | -------- |
| Viktor Semchenkov                                                                                         | 100 m gyors            | 56,2     | 3.       | 28.**    | kiesett  | kiesett  | kiesett  | kiesett | kiesett  |
| Vladimir Shuvalov                                                                                         | 100 m gyors            | 55,9     | 5.       | 24.      | 55,8     | 5.       | 17.      | kiesett | kiesett  |
| Yury Sumtsov                                                                                              | 100 m gyors            | 56,3     | 4.       | 31.**    | kiesett  | kiesett  | kiesett  | kiesett | kiesett  |
| Szemjon Belic-Gejman                                                                                      | 400 m gyors            | 4:19,4   | 2.       | 4.       |          |          |          | 4:21,4  | 8.       |
| Yevgeny Novikov                                                                                           | 400 m gyors            | 4:30,0   | 3.       | 23.*     |          |          |          | kiesett | kiesett  |
| Aleksandr Paramonov                                                                                       | 400 m gyors            | 4:34,0   | 4.       | 31.      |          |          |          | kiesett | kiesett  |
| Viktor Mazanov                                                                                            | 200 m hát              | 2:16,8   | 2.       | 8.       | 2:15,4   | 3.       | 5.       | 2:15,9  | 6.       |
| Vlagyimir Koszinszkij                                                                                     | 200 m mell             | 2:35,6   | 2.       | 10.      | 2:33,5   | 4.       | 8.       | 2:38,1  | 8.       |
| Georgij Prokopenko                                                                                        | 200 m mell             | 2:30,3   | 2.       | 2.       | 2:29,7   | 2.       | 2.       | 2:28,2  |          |
| Aleksandr Tutakayev                                                                                       | 200 m mell             | 2:36,9   | 3.       | 14.      | 2:30,5   | 3.       | 3.       | 2:31,0  | 4.       |
| Oleg Fotin                                                                                                | 200 m pillangó         | 2:17,3   | 3.       | 17.*     | kiesett  | kiesett  | kiesett  | kiesett | kiesett  |
| Valentin Kuzmin                                                                                           | 200 m pillangó         | 2:15,5   | 3.       | 12.*     | 2:11,9   | 4.       | 6.       | 2:11,3  | 5.       |
| Viktor Mazanov Vladimir Shuvalov Viktor Semchenkov Yury Sumtsov Vladimir Berezin                          | 4 × 100 m gyorsváltó   | 3:41,8   | 4.       | 5.       |          |          |          | 3:42,1  | 6.       |
| Szemjon Belic-Gejman Vladimir Berezin Aleksandr Paramonov Yevgeny Novikov                                 | 4 × 200 m gyorsváltó   | 8:14,5   | 3.       | 5.       |          |          |          | 8:15,1  | 7.       |
| Viktor Mazanov Georgij Prokopenko Valentin Kuzmin Vladimir Shuvalov Aleksandr Tutakayev Viktor Semchenkov | 4 × 100 m vegyes váltó | 4:07,6   | 3.       | 4.       |          |          |          | 4:04,2  | 4.       |

Női
| Versenyző                                                                                        | Versenyszám            | Előfutam | Előfutam | Előfutam | Elődöntő | Elődöntő | Elődöntő | Döntő   | Döntő    |
| Versenyző                                                                                        | Versenyszám            | Idő      | Hely.    | Össz.    | Idő      | Hely.    | Össz.    | Idő     | Helyezés |
| ------------------------------------------------------------------------------------------------ | ---------------------- | -------- | -------- | -------- | -------- | -------- | -------- | ------- | -------- |
| Natalja Usztyinova                                                                               | 100 m gyors            | 1:04,2   | 3.       | 20.*     | kiesett  | kiesett  | kiesett  | kiesett | kiesett  |
| Natalja Bisztrova                                                                                | 100 m gyors            | 1:04,0   | 4.       | 19.      | kiesett  | kiesett  | kiesett  | kiesett | kiesett  |
| Natalja Bisztrova                                                                                | 400 m gyors            | 5:05,0   | 4.       | 19.      |          |          |          | kiesett | kiesett  |
| Nataliya Mikhaylova                                                                              | 400 m gyors            | 5:08,0   | 5.       | 25.      |          |          |          | kiesett | kiesett  |
| Nataliya Mikhaylova                                                                              | 100 m hát              | 1:11,4   | 4.       | 12.*     |          |          |          | kiesett | kiesett  |
| Tatyjana Szaveljeva                                                                              | 100 m hát              | 1:11,8   | 5.       | 15.*     |          |          |          | kiesett | kiesett  |
| Szvetlana Babanyina                                                                              | 200 m mell             | 2:48,3   | 1.       | 1.       |          |          |          | 2:48,6  |          |
| Galina Prozumenscsikova                                                                          | 200 m mell             | 2:49,0   | 2.       | 4.       |          |          |          | 2:46,4  |          |
| Tatyjana Gyevjatova                                                                              | 100 m pillangó         | 1:11,1   | 5.       | 17.      | kiesett  | kiesett  | kiesett  | kiesett | kiesett  |
| Valentyna Yakovleva                                                                              | 100 m pillangó         | 1:11,2   | 3.       | 18.**    | kiesett  | kiesett  | kiesett  | kiesett | kiesett  |
| Tatyjana Szaveljeva Szvetlana Babanyina Tatyjana Gyevjatova Natalja Usztyinova Natalja Bisztrova | 4 × 100 m vegyes váltó | 4:39,1   | 1.       | 1.       |          |          |          | 4:39,2  |          |

* - egy másik versenyzővel azonos időt ért el

** - két másik versenyzővel azonos időt ért el

## Vitorlázás
Nyílt
| Versenyző                                                      | Versenyszám     | Futam | Futam | Futam | Futam | Futam | Futam | Futam | Pontszám | Helyezés |
| Versenyző                                                      | Versenyszám     | 1     | 2     | 3     | 4     | 5     | 6     | 7     | Pontszám | Helyezés |
| -------------------------------------------------------------- | --------------- | ----- | ----- | ----- | ----- | ----- | ----- | ----- | -------- | -------- |
| Aleksander Tšutšelov                                           | Finn dingi      | (205) | 415   | 297   | 1142  | 389   | 389   | 1142  | 3774     | 12.      |
| Tyimir Pinyegin Fjodor Sutkov                                  | Csillaghajó     | 854   | 1331  | (101) | 632   | 331   | 729   | 428   | 4305     | 5.       |
| Viktor Pilchin Aleksandr Shelkovnikov                          | Repülő hollandi | 578   | 309   | (101) | 821   | 423   | 821   | 1423  | 4375     | 5.       |
| Konstantin Aleksandrov Konstantin Melgunov Valentin Zamotaykin | 5,5 méteres     | 236   | 217   | 277   | 432   | (198) | 236   | 198   | 1596     | 13.      |
| Lev Alekseyev Valery Nikolin Yury Shavrin                      | Sárkányhajó     | 685   | 508   | 1162  | 560   | 618   | 463   | (384) | 3996     | 9.       |

## Vívás
Férfi
| Versenyző                                                                            | Versenyszám       | Csoportkör | Csoportkör | Csoportkör | Csoportkör | Elődöntő                       | Elődöntő                          | Elődöntő                                            | Döntő | Helyezés    |
| Versenyző                                                                            | Versenyszám       | 1. kör | 1. kör     | 2. kör | 2. kör     | 3. kör                         | 4. kör                            | 5. kör                                              | Döntő | Helyezés    |
| Versenyző                                                                            | Versenyszám       | Ellenfél Eredmény | Hely.      | Ellenfél Eredmény | Hely.      | Ellenfél Eredmény              | Ellenfél Eredmény                 | Ellenfél Eredmény                                   | Ellenfél Eredmény | Helyezés    |
| ------------------------------------------------------------------------------------ | ----------------- | --- | ---------- | --- | ---------- | ------------------------------ | --------------------------------- | --------------------------------------------------- | --- | ----------- |
| Mark Midler                                                                          | Tőr, egyéni       | D. csoport · Jürgen Brecht (EUA) · 5-4 · Szabó Sándor (HUN) · 5-4 · Nasser Madani (IRI) · 5-2 · Emilio Echeverry (COL) · 5-1 · Robert Foxcroft (CAN) · 5-2                                                                      | 1.         | B. csoport · Bill Hoskyns (GBR) · 5-3 · Egon Franke (POL) · 5-4 · Tabucsi Kazuhiko (JPN) · 5-2 · Moustafa Soheim (RAU) · 5-3 · Michael Ryan (IRL) · 5-3                                                                       | 1.         | erőnyerő                       | Szabó Sándor (HUN) · 8-10         | kiesett                                             | kiesett | 9.          |
| German Szvesnyikov                                                                   | Tőr, egyéni       | A. csoport · Jean-Claude Magnan (FRA) · 5-2 · Herbert Cohen (USA) · 5-2 · Mohamed Gamil El-Kalyoubi (RAU) · 5-1 · David McKenzie (AUS) · 5-2 · Han Mjongszok (Han Myeong-seok) (KOR) · 5-1                                      | 1.         | A. csoport · Witold Woyda (POL) · 5-4 · Mario Curletto (ITA) · 5-4 · Gyuricza József (HUN) · 5-1 · Alexander Leckie (GBR) · 5-2 · Ion Drîmbă (ROU) · 1-5                                                                      | 1.         | erőnyerő                       | Bill Hoskyns (GBR) · 8-10         | kiesett                                             | kiesett | 9.          |
| Viktor Zsdanovics                                                                    | Tőr, egyéni       | I. csoport · Tănase Mureșanu (ROU) · 3-5 · Albert Axelrod (USA) · 2-5 · Dieter Schmitt (EUA) · 5-4 · Kim Mansik (Kim Man-sig) (KOR) · 5-4 · Adolfo Bisellach (ARG) · 5-2                                                        | 4.         | C. csoport · Roland Losert (AUT) · 5-3 · Dieter Schmitt (EUA) · 5-4 · Haukler István (ROU) · 5-3 · Mohamed Gamil El-Kalyoubi (RAU) · 1-5 · Nicola Granieri (ITA) · 1-5                                                        | 3.         | Jürgen Brecht (EUA) · 10-6     | Kamuti Jenő (HUN) · 9-10          | kiesett                                             | kiesett | 9.          |
| Bruno Habārovs                                                                       | Párbajtőr, egyéni | A. csoport · Hans Lagerwall (SWE) · 5-4 · Claudio Polledri (SUI) · 5-3 · John Humphreys (AUS) · 5-2 · Zelmar Casco (ARG) · 5-4 · Kim Mansik (Kim Man-sig) (KOR) · 5-1 · Ronnie Theseira (MAS) · 5-3 · Roland Losert (AUT) · 0-5 | 2.         | D. csoport · Bohdan Gonsior (POL) · 1-5 · Rudolf Trost (AUT) · 2-5 · Nemere Zoltán (HUN) · 3-5 · Dietrich Hecke (EUA) · 3-5 · Ókava Heizaburo (JPN) · 5-0 · Claudio Polledri (SUI) · 5-4                                      | 5.         | kiesett                        | kiesett                           | kiesett                                             | kiesett | helyezetlen |
| Guram Kosztava                                                                       | Párbajtőr, egyéni | C. csoport · Peter Jacobs (GBR) · 3-5 · Henryk Nielaba (POL) · 0-5 · Orvar Lindwall (SWE) · 5-3 · John Bouchier-Hayes (IRL) · 5-3 · Joseph Gemayel (LIB) · 5-3 · Francisco Serp (ARG) · 5-4 · Bizhan Zarnegar (IRI) · 5-0       | 3.         | E. csoport · Roland Losert (AUT) · 2-5 · Claude Bourquard (FRA) · 2-5 · Orvar Lindwall (SWE) · 5-2 · Haukler István (ROU) · 5-2 · Michel Saykali (LIB) · 5-4                                                                  | 3.         | Michel Steininger (SUI) · 10-5 | Roland Losert (AUT) · 10-9        | Orvar Lindwall (SWE) · 10-3                         | Bill Hoskyns (GBR) · 3-5 · Hrihorij Krissz (URS) · 5-2 · Gianluigi Saccaro (ITA) · 4-5 · Rájátszás: A bronzéremért · Gianluigi Saccaro (ITA) · 5-0 |             |
| Hrihorij Krissz                                                                      | Párbajtőr, egyéni | B. csoport · Paul Gnaier (EUA) · 5-3 · Yves Dreyfus (FRA) · 5-4 · Hassan El-Said (LIB) · 5-1 · Ókava Heizaburo (JPN) · 5-5 · René Van Den Driessche (BEL) · 5-2 · Trần Văn Xuan (VIE) · 5-1 · Michael Ryan (IRL) · 5-0          | 1.         | B. csoport · Bill Hoskyns (GBR) · 5-2 · Göran Abrahamsson (SWE) · 5-3 · Kausz István (HUN) · 5-4 · Yves Dreyfus (FRA) · 5-0 · Alberto Pellegrino (ITA) · 5-5 · David Micahnik (USA) · 2-5                                     | 1.         | erőnyerő                       | Göran Abrahamsson (SWE) · 10-9    | Bohdan Gonsior (POL) · 10-3                         | Bill Hoskyns (GBR) · 5-5 · Gianluigi Saccaro (ITA) · 5-1 · Guram Kosztava (URS) · 2-5 · Rájátszás: Az aranyéremért · Bill Hoskyns (GBR) · 5-2      |             |
| Umjar Mavlihanov                                                                     | Kard, egyéni      | H. csoport · Tănase Mureșanu (ROU) · 3-5 · Pézsa Tibor (HUN) · 5-4 · Alberto Lanteri (ARG) · 5-2 · John Andru (CAN) · 5-2 · Les Tornallyay (AUS) · 5-3 · Humberto Posada (COL) · 5-1                                            | 2.         | B. csoport · Jerzy Pawłowski (POL) · 1-5 · Jacques Lefèvre (FRA) · 5-2 · Ion Drîmbă (ROU) · 5-0 · Jürgen Theuerkauff (EUA) · 5-3 · Sibata Szeidzsi (JPN) · 5-2 · Alexander Leckie (GBR) · 5-0 · Kovács Attila (HUN) · 1-5     | 2.         | Bakonyi Péter (HUN) · 10-9     | Emil Ochyra (POL) · 10-9          |                                                     | Pézsa Tibor (HUN) · 5-3 · Jakov Rilszkij (URS) · 2-5 · Claude Arabo (FRA) · 2-5 · Rájátszás: A bronzéremért · Jakov Rilszkij (URS) · 5-3           |             |
| Mark Rakita                                                                          | Kard, egyéni      | E. csoport · Jacques Lefèvre (FRA) · 5-2 · Funamizu Micujuki (JPN) · 5-2 · Dieter Wellmann (EUA) · 5-3 · Richard Oldcorn (GBR) · 5-3 · Bizhan Zarnegar (IRI) · 5-1 · Trần Văn Xuan (VIE) · 5-1                                  | 1.         | C. csoport · Claude Arabo (FRA) · 5-1 · Walter Köstner (EUA) · 5-3 · Pierluigi Chicca (ITA) · 5-1 · Örley Tamás (USA) · 5-3 · Andrzej Piątkowski (POL) · 5-3 · Alberto Lanteri (ARG) · 5-3 · Kitao Teruhiro (JPN) · 5-3       | 1.         | Pézsa Tibor (HUN) · 6-10       | kiesett                           |                                                     | kiesett | 9.          |
| Jakov Rilszkij                                                                       | Kard, egyéni      | A. csoport · Ion Drîmbă (ROU) · 5-4 · Ignacio Posada (COL) · 5-2 · Rafael González (ARG) · 5-1 · Michael Ryan (IRL) · 5-2 · Pierluigi Chicca (ITA) · 3-5                                                                        | 1.         | A. csoport · Pézsa Tibor (HUN) · 5-4 · Marcel Parent (FRA) · 5-4 · Wladimiro Calarese (ITA) · 5-3 · Keresztes Attila (USA) · 5-1 · Funamizu Micujuki (JPN) · 5-2 · Octavian Vintilă (ROU) · 5-0 · Dieter Wellmann (EUA) · 4-5 | 1.         | Jacques Lefèvre (FRA) · 10-6   | Walter Köstner (EUA) · 10-5       |                                                     | Claude Arabo (FRA) · 2-5 · Pézsa Tibor (HUN) · 4-5 · Umjar Mavlihanov (URS) · 5-2 · Rájátszás: A bronzéremért · Umjar Mavlihanov (URS) · 3-5       | 4.          |
| Mark Midler Jurij Sarov Jurij Sziszikin German Szvesnyikov Viktor Zsdanovics         | Tőr, csapat       | D. csoport · Irán (IRI) · 10-0 · Kolumbia (COL) · 16-0 | 1.         | |            |                                | Egyesült Német Csapat (EUA) · 9-3 | Franciaország (FRA) · 9-6                           | Lengyelország (POL) · 9-7 |             |
| Bruno Habārovs Guram Kosztava Hrihorij Krissz Alekszej Nyikancsikov Jurij Szmoljakov | Párbajtőr, csapat | A. csoport · Argentína (ARG) · 15-1 · Libanon (LIB) · 9-1 | 1.         | |            | erőnyerő                       | Magyarország (HUN) · 4-8          | Az 5–6. helyért · Egyesült Német Csapat (EUA) · 3-8 | kiesett | 7.          |
| Nugzar Aszatiani Umjar Mavlihanov Borisz Melnyikov Mark Rakita Jakov Rilszkij        | Kard, csapat      | A. csoport · Japán (JPN) · 9-2 | 1.         | |            |                                | Egyesült Államok (USA) · 9-4      | Lengyelország (POL) · 9-7                           | Olaszország (ITA) · 9-6 |             |

Női
| Versenyző                                                                                         | Versenyszám | Csoportkör | Csoportkör | Csoportkör | Csoportkör | Elődöntő                 | Elődöntő                       | Döntő                                                                           | Helyezés    |
| Versenyző                                                                                         | Versenyszám | 1. kör | 1. kör     | 2. kör | 2. kör     | 3. kör                   | 4. kör                         | Döntő                                                                           | Helyezés    |
| Versenyző                                                                                         | Versenyszám | Ellenfél Eredmény | Hely.      | Ellenfél Eredmény | Hely.      | Ellenfél Eredmény        | Ellenfél Eredmény              | Ellenfél Eredmény                                                               | Helyezés    |
| ------------------------------------------------------------------------------------------------- | ----------- | --- | ---------- | --- | ---------- | ------------------------ | ------------------------------ | ------------------------------------------------------------------------------- | ----------- |
| Galina Gorohova                                                                                   | Tőr, egyéni | D. csoport · Szabó Orbán Olga (ROU) · 4-2 · Rosemarie Scherberger (EUA) · 4-2 · Shirley Netherway (GBR) · 4-2 · Takeucsi Josie (JPN) · 4-3 · Janice-Lee York-Romary (USA) · 3-4               | 1.         | D. csoport · Ana Derșidan-Ene-Pascu (ROU) · 4-2 · Rejtő Ildikó (HUN) · 4-2 · Giovanna Masciotta (ITA) · 4-1 · Rosemarie Scherberger (EUA) · 4-1 · Kerstin Palm (SWE) · 4-0 | 1.         | María Romano (ARG) · 8-4 | Giovanna Masciotta (ITA) · 8-7 | Rejtő Ildikó (HUN) · 0-4 · Helga Mees (EUA) · 3-4 · Antonella Ragno (ITA) · 3-4 | 4.          |
| Valentyina Prudszkova                                                                             | Tőr, egyéni | F. csoport · Heidi Schmid (EUA) · 4-1 · María Romano (ARG) · 4-1 · Annick Level (FRA) · 4-2 · Janet Wardell-Yerburgh (GBR) · 4-0 · Giovanna Masciotta (ITA) · 1-4                             | 1.         | A. csoport · Harriet King (USA) · 1-4 · Juhász Katalin (HUN) · 2-4 · Cathérine Rousselet-Ceretti (FRA) · 1-4 · Bruna Colombetti (ITA) · 4-1 · Mireya Rodríguez (CUB) · 4-2 | 5.         | kiesett                  | kiesett                        | kiesett                                                                         | helyezetlen |
| Valentyina Rasztvorova                                                                            | Tőr, egyéni | E. csoport · Mary Watts-Tobin (GBR) · 4-1 · Colette Flesch (LUX) · 4-3 · Janet Hopner (AUS) · 4-3 · Patricia Skinner (NRH) · 4-0 · Mireya Rodríguez (CUB) · 4-0 · Antonella Ragno (ITA) · 3-4 | 2.         | B. csoport · Szabó Orbán Olga (ROU) · 4-2 · Dömölky Lídia (HUN) · 4-3 · Helga Mees (EUA) · 4-1 · Ginette Rossini (LUX) · 3-4 · Shirley Netherway (GBR) · 4-0               | 2.         | Rejtő Ildikó (HUN) · 6-8 | kiesett                        | kiesett                                                                         | 9.          |
| Galina Gorohova Valentyina Prudszkova Valentyina Rasztvorova Ljudmila Sisova Taccjana Szamuszenka | Tőr, csapat | C. csoport · Ausztrália (AUS) · 13-3 · Japán (JPN) · 10-4 | 1.         | |            | Románia (ROU) · 9-4      | Olaszország (ITA) · 9-5        | Magyarország (HUN) · 7-9                                                        |             |

## Vízilabda
| Szovjet férfi vízilabdacsapat-játékoskeret                                                                    | Szovjet férfi vízilabdacsapat-játékoskeret                                                        |
| --- | ------------------------------------------------------------------------------------------------- |
| - Viktor Agejev - Zenon Bortkevics - Igor Grabovszkij - Borisz Grisin - Eduard Jegorov - Nyikolaj Kalasnyikov | - Nyikolaj Kuznyecov - Vlagyimir Kuznyecov - Leonyid Oszipov - Borisz Popov - Vlagyimir Szemjonov |

### Eredmények
Csoportkör
B csoport
| Csapat                      | M | Gy | D | V | G+ | G– | Gk | P |
| --------------------------- | - | -- | - | - | -- | -- | -- | - |
| Szovjetunió (URS)           | 2 | 2  | 0 | 0 | 9  | 2  | +7 | 4 |
| Egyesült Német Csapat (EUA) | 2 | 1  | 0 | 1 | 5  | 4  | +1 | 2 |
| Ausztrália (AUS)            | 2 | 0  | 0 | 2 | 1  | 9  | –8 | 0 |

| 1964. október 11. 16:30 | Szovjetunió (URS)         | 6 – 0 | Ausztrália (AUS) |  |
| 1964. október 11. 16:30 | (1–0, 1–0, 2–0, 2–0)      |       |                  |  |
| 1964. október 11. 16:30 | V. Kuznyecov, Szemjonov 2 |       |                  |  |

| 1964. október 12. 11:10 | Szovjetunió (URS)    | 3 – 2 | Egyesült Német Csapat (EUA) |  |
| 1964. október 12. 11:10 | (1–2, 0–0, 1–0, 1–0) |       |                             |  |
| 1964. október 12. 11:10 | Bortkevics 2         |       | Vohs 2                      |  |

Középdöntő
A/B csoport
A táblázat tartalmazza a B csoportban lejátszott Szovjetunió – Egyesült Német Csapat 3–2-es eredményt.
| Csapat                      | M | Gy | D | V | G+ | G– | Gk | P |
| --------------------------- | - | -- | - | - | -- | -- | -- | - |
| Szovjetunió (URS)           | 3 | 2  | 1 | 0 | 7  | 4  | +3 | 5 |
| Olaszország (ITA)           | 3 | 2  | 0 | 1 | 6  | 6  | 0  | 4 |
| Románia (ROU)               | 3 | 1  | 1 | 1 | 10 | 10 | 0  | 3 |
| Egyesült Német Csapat (EUA) | 3 | 0  | 0 | 3 | 7  | 10 | –3 | 0 |

| 1964. október 14. 14:16 | Olaszország (ITA)    | 0 – 2                      | Szovjetunió (URS) |  |
| 1964. október 14. 14:16 | (0–1, 0–1, 0–0, 0–0) |                            |                   |  |
| 1964. október 14. 14:16 |                      | Ny. Kuznyecov, Szemjonov 1 |                   |  |

| 1964. október 15. 18:50 | Szovjetunió (URS)     | 2 – 2 | Románia (ROU) |  |
| 1964. október 15. 18:50 | (0–0, 1–1, 1–0, 0–1)  |       |               |  |
| 1964. október 15. 18:50 | Kalasnyikov, Agejev 1 |       | Zahan 2       |  |

Döntő csoport
| 1964. október 17. 19:30 | Jugoszlávia (YUG)    | 2 – 0 | Szovjetunió (URS) |  |
| 1964. október 17. 19:30 | (0–0, 0–0, 2–0, 0–0) |       |                   |  |
| 1964. október 17. 19:30 | Janković 2           |       |                   |  |

| 1964. október 18. 16:00 | Szovjetunió (URS)     | 2 – 5 | Magyarország (HUN) |  |
| 1964. október 18. 16:00 | (0–1, 2–0, 0–1, 0–3)  |       |                    |  |
| 1964. október 18. 16:00 | Kalasnyikov, Agejev 1 |       | Felkai, Dömötör 2  |  |

A táblázat tartalmazza a középdöntőben lejátszott Olaszország – Szovjetunió 0–2-es eredményt.
| Csapat             | M | Gy | D | V | G+ | G– | Gk | P |
| ------------------ | - | -- | - | - | -- | -- | -- | - |
| Magyarország (HUN) | 3 | 2  | 1 | 0 | 12 | 7  | +5 | 5 |
| Jugoszlávia (YUG)  | 3 | 2  | 1 | 0 | 8  | 5  | +3 | 5 |
| Szovjetunió (URS)  | 3 | 1  | 0 | 2 | 4  | 7  | –3 | 2 |
| Olaszország (ITA)  | 3 | 0  | 0 | 3 | 2  | 7  | –5 | 0 |

| Csapat            | Helyezés |
| ----------------- | -------- |
| Szovjetunió (URS) |          |